# Mănăstirea Sihăstria Voronei
Mănăstirea Sihăstria Voronei este o mănăstire ortodoxă de călugări din România, situată pe teritoriul comunei Vorona (județul Botoșani). Ea se află amplasată în mijlocul unei poieni, înconjurată numai de culmi de dealuri acoperite cu păduri seculare de stejar, fagi, ulmi și frasini, la o distanță de 4 km prin pădure de Mănăstirea Vorona.

## Istoric

### Cuviosul Onufrie, ctitor al mănăstirii
Potrivit tradiției, prin anul 1600, în pădurea aflată la o distanță de 2 km de satul Vorona, s-au așezat câțiva călugări ruși care au ridicat o bisericuță de lemn și au ctitorit Mănăstirea Vorona.
| Imagine indisponibilă                     |  | Imagine indisponibilă |
| Drumul de acces spre pestera lui Onufrie. |  | Peștera lui Onufrie.  |

Printre monahii renumiți care au viețuit la Mănăstirea Vorona se numără și Cuviosul Onufrie (1700-1789). El era rus de origine și a fost guvernator al unei provincii.
În anul 1749, din cauza persecuțiilor religioase din Rusia secolului al XVIII-lea a fugit în Moldova, unde s-a călugărit la Mănăstirea Dragomirna. În anul 1763, l-a cunoscut pe ieromonahul rus Paisie Velicicovschi, acesta fiind cel care l-a îmbrăcat în schima cea mare (ca schimonah) la 7 martie 1774.
Cuviosul Onufrie a trăit ca sihastru în codrii din jurul Voronei timp de 25 de ani (1764-1789), într-o peșteră de pe malul Bahluiului, nu departe de izvoare. Pentru o perioadă a fost și stareț al Voronei (1777-1779). A copiat traduceri din operele Sfinților Părinți și a fost duhovnic al mai multor sihaștri din pădurile Voronei. După cum spune tradiția, în noaptea de Paști a anului 1789, un înger s-a arătat preotului Nicolae Gheorghiu din satul Tudora. Îngerul i-a cerut să ia cu sine Sfintele Taine, apoi l-a călăuzit până la peștera pustnicului Onufrie. Foarte slăbit, Cuviosul Onufrie a fost împărtășit și a cerut să fie dus la Sihăstrie. A trecut la cele veșnice pe 29 martie 1789 și a fost înmormântat de către câțiva călugări în livadă, la rădăcina unui măr.
După moartea sa, la mormântul său au fost săvârșite mai multe minuni. Trei călugări de la Schitul Lacuri care se rătăciseră noaptea prin pădure au fost călăuziți de o lumină puternică până la peștera unde s-a nevoit cuviosul. În anul 1846, pe când se afla la vânătoare, domnitorul Mihail Sturdza (1834-1849) a găsit un fruct mare și frumos la rădăcina mărului ce străjuia mormântul cuviosului, l-a luat cu el și l-a dat nepoatei sale (fiica lui Dimitrie Sturdza ) care era bolnavă de epilepsie. Mâncând din el, fiica sa s-a vindecat de boală. Din porunca domnitorului, osemintele Cuviosului Onufrie au fost dezgropate la 9 mai 1846, fiind așezate spre cinstire într-o raclă în altarul bisericii Mănăstirii Vorona.
În ședința sa de lucru din 5-6 iulie 2005, Sfântul Sinod al Bisericii Ortodoxe Române a aprobat canonizarea Cuviosului Onufrie de la Sihăstria Voronei, cu data de prăznuire la 9 septembrie. Proclamarea oficială a canonizării a avut loc pe data de 8 septembrie 2005 la Mănăstirea Vorona și pe 9 septembrie la Mănăstirea Sihăstria Voronei.
În afară de Cuviosul Onufrie, în codrii din apropierea Mănăstirii Vorona au mai trăit și alți pustnici, fiind cunoscute numele lui Samuil Duhovnicul, Damian Monahul, Ioan Pustnicul, ieroschimonahul Veniamin Constantinescu (1817-1917) etc.

### Înființarea mănăstirii
La zece ani de la dezgroparea moaștelor sale, Sf. Onufrie s-a arătat în vis starețului Mănăstirii Voronei, arhimandritul Iosif Vasiliu (1853-1876), cerându-i ca racla sa să fie dusă la Sihăstrie.
În anul 1858, lângă locul unde a fost mormântul cuviosului, la o distanță de circa 2 km sud-est de Mănăstirea Vorona, s-a început zidirea unei biserici cu hramul "Buna Vestire". Ctitori ai bisericii au fost șase călugări în frunte cu monahii Ioanichie și Mardarie, veniți de la Schitul Cozancea. La 11 septembrie 1858, arhiereul Chesarie Răzmeriță "Sinadon" lansa un ”Cuvânt de îndemn la ajutorarea zidirii Săhăstriei Voronii”.
Biserica a fost sfințită la 25 martie 1861 de către arhiereul Chesarie Răzmeriță "Sinadon", locțiitor de mitropolit al Moldovei (1860-1863). În perioada 1861-1876 pereții lăcașului de cult au fost pictați de către schimonahul Vladimir Machidon, viețuitor în această mănăstire. Racla cu moaștele Sf. Onufrie fiind așezată într-o firidă din pronaosul Bisericii "Buna Vestire" din Sihăstria Voronei, unde se află și astăzi. Biserica Mănăstirii are astăzi două hramuri: Buna Vestire și Duminica Tuturor Sfinților.
Între anii 1920-1945, sub egumenia protosinghelului Ghedeon Verenciuc (1920-1947), au avut loc lucrări de reparație ale ansamblului monahal. Zidul bisericii a fost legat cu bare de fier în anul 1937, s-a construit un acoperiș din tablă zincată și au fost ridicate noi clădiri pentru chilii. În anul 1940, pe temelia unei chilii vechi, s-a început construirea bisericii-paraclis cu hramul "Sf. Mare Mucenic Mina", care a fost sfințită la 9 septembrie 1941 de către mitropolitul Irineu Mihălcescu al Moldovei. În anul 1945 a fost refăcută picura interioară a bisericii.
În anul 1928, tânărul Toader Arăpașu (viitorul Patriarh Teoctist) a plecat din satul natal Tocileni și a străbătut absolut la întâmplare codrii Voronei, ajungând la poarta Mănăstirii Vorona. Fiind minor (avea doar 13 ani pe atunci) și neavând armata făcută, a fost îndrumat la Sihăstria Voronei unde a viețuit un singur an, până în 1929, când a fost primit la Mănăstirea Vorona. Cu mâinile sale, fratele Toader a cărat pietre de râu pentru construirea bisericii-paraclis, după cum amintește o placă de marmură amplasată în anul 2005 pe zidul lăcașului de cult.
În mijlocul pădurii, la o distanță de aproximativ 1,5 km de schit, monahul Ioachim Boghean a construit între anii 1944-1951 un paraclis cu hramul "Sf.Treime", unde au fost adăpostite odoarele mănăstirii de invazia sovietică. Acest paraclis (din care astăzi se cunosc numai urmele) a fost sfințit în 1951 de către mitropolitul Sebastian Rusan al Moldovei.
În 1958 s-au construit clopotnița și agheazmatarul. Clopotnița se află la o distanță de 70 m sud de pridvor, având la parter un gang de intrare. Agheazmatarul are cupola acoperită cu picturi reprezentând stările sufletești ale omului, percepute prin prisma omului bun și ale omului rău.
Ca urmare a Decretului nr. 410/1959, mănăstirile Vorona și Sihăstria Voronei au fost închise. Obiectele cu valoare de patrimoniu (vase liturgice, cruci argintate etc.) de la schit au fost confiscate de către stat. Începând din 1962, clădirile schitului au fost folosite ca adăpost pentru oi.

### Redeschiderea schitului și ridicarea sa la rang de mănăstire
În anul 1968, mitropolitul Iustin Moisescu al Moldovei și Sucevei a redeschis ambele mănăstiri, Mănăstirea Vorona cu obște de călugărițe, iar Schitul Sihăstria Voronei cu obște de călugări. În cei 10 ani de abandonare, ansamblul mănăstiresc începuse să se degradeze. Prin râvna călugărilor, s-au efectuat unele lucrări de reparații: s-a reparat bolta bisericii și s-au tencuit fațadele exterioare.
În 1984, la o distanță de 300 m de mănăstire, pe DJ 208H, ieromonahul Pimen Chirilă a construit o capelă-troiță cu hramul "Sf. Prooroc Ilie".
În anul 1991, prin decizia Sf. Sinod al Bisericii Ortodoxe Române, Schitul Sihăstria Voronei a fost ridicat la rangul de mănăstire. În iulie 1992, cu prilejul Proclamării canonizării Binecredinciosului Voievod Ștefan cel Mare și Sfânt, mănăstirea a primit vizita patriarhului Teoctist, însoțit de mai multi ierarhi: mitropolitul Daniel Ciobotea al Moldovei și Bucovinei, episcopul Calinic Argatu al Argeșului și episcopul Gherasim Cristea al Râmnicului.
După ridicarea sa la rangul de mănăstire, Sihăstria Voronei a trecut printr-un proces de modernizare a complexului monahal și s-a pietruit drumul de acces. La 25 martie 1997, episcopul-vicar Calinic Botoșăneanul al Arhiepiscopiei Iașilor a sfințit Casa "Sf. Prooroc Ghedeon" (construită în perioada 1993-1997).
În anii 2004-2005, înainte de canonizarea Cuviosului Onufrie de la Sihăstria Voronei, s-au efectuat importante lucrări de restaurare și modernizare a bisericii și anume: 
- retencuirea exteriorului și interiorului lăcașului de cult
- construirea unui nou pridvor
- înlocuirea acoperișului din tablă zincată cu trei turle de influență rusească cu un nou acoperiș în stil moldovenesc, din tablă de cupru, cu o turlă deasupra naosului
- montarea unei noi pardoseli de marmură și de tâmplărie de termopan la uși și ferestre
- refacerea picturii interioare în tehnica fresco.
- instalarea unui sistem de încălzire pe combustibil solid, a unei noi instalații electrice, a unei instalații de sonorizare și a unui sistem de alarmă

La 9 septembrie 2005, la Mănăstirea Sihăstria Voronei a avut loc proclamarea oficială a canonizării Sf. Cuvios Onufrie de către un sobor de înalți ierarhi (PF Teoctist, patriarhul Bisericii Ortodoxe Române, Daniel Ciobotea, mitropolitul Moldovei și Bucovinei, Pimen Zainea, arhiepiscopul Sucevei și Rădăuților, Calinic Argatu, episcopul Argeșului, Casian Crăciun, episcopul Dunării de Jos, Laurențiu Streza, episcopul Caransebeșului, Vincențiu Ploieșteanul, episcop-vicar patriarhal, Irineu Slătineanul, arhiereu-vicar al Episcopiei Râmnicului, Ioachim Băcăoanul, arhiereu-vicar al Episcopiei Romanului și Corneliu Bârlădeanul, arhiereu-vicar al Episcopiei Hușilor. Cu acest prilej, biserica a fost resfințită, primind și al doilea hram – Sf. Cuvios Onufrie.

## Biserica "Buna Vestire"
Biserica "Buna Vestire" este construită din cărămidă, pe temelie din piatră de râu. Ea are plan dreptunghiular, cu o lungime de 20 metri și o lățime de 7 metri. Printre elementele de originalitate ale edificiului sunt cele trei abside aparente, marcate pe exterior de câte patru coloane. Ulterior, s-a construit și un pridvor.
Inițial biserica avea trei turle din lemn de influență rusească (având forma unui bulb de ceapă), turla hexagonală de deasupra pronaosului fiind mai înaltă și având rol de clopotniță, iar celelalte două mai mici. Acoperișul era din tablă zincată după reparațiile din perioada interbelică. În urma restaurărilor efectuate în anii 2004-2005, au fost înlăturate cele trei turle de influență rusească și s-a construit un acoperiș înalt din tablă de cupru cu o turlă octogonală deasupra naosului.
În interior, biserica este compartimentată în patru încăperi: pridvor, pronaos, naos și altar. Pridvorul și altarul se află mai sus decât restul bisericii. Pridvorul este spațios, fiind luminat de o fereastra mare la vest. Pronaosul are dimensiuni mici, iar naosul este spațios, fiind luminat de o fereastră la sud și alta la nord.
Pe peretele exterior nordic al bisericii, în dreptul altarului, zugravul Vasile Scarlat a pictat în anul 1930 scena Judecății de Apoi. Deteriorându-se în timp, pictura a fost refăcută în 1990 de pictorul Dimitrie Gavrilean din Gura Humorului.
Biserica a fost pictată în ulei între anii 1861-1876, în stil neobizantin, de schimonahul Vladimir Machidon. Pictura a fost restaurată în 1945 de pictorul Dumitru Simon și apoi refăcută în 2005 în tehnica fresco.
Printre obiectele de patrimoniul ale bisericii se află catapetesma din lemn sculptat, cu stâlpi, și Icoana Maicii Domnului cu copilul Iisus de mână, o colecție de cărți de cult în limba română scrise cu litere chirilice tipărite în perioada anilor 1830 – 1865, actul original ce atestă dezgroparea  moaștelor Cuviosului Onufrie pe 9 mai 1846, în prezența domnitorului Moldovei Mihail Sturdza, o copie după Tomosul Sfântului Sinod pentru proclamarea canonizării Sfântului Cuvios Onufrie.

## Viețuitori și stareți
Printre egumenii și stareții acestei mănăstiri s-au aflat următorii: 
- protosinghelul Ghedeon Verenciuc (1887-1947) - egumen în perioada 1920-1947. A murit în iarna anului 1947 de tifos exantematic.
- protosinghelul Sava Iftode (1914-2001) - egumen în perioada 1947-1959
- protosinghelul Ghenadie Verenciuc - egumen în perioada 1968-1972
- ieromonahul Visarion Pâșnei (d. 28 noiembrie 1991) - egumen în perioada 1973-1991
- protosinghelul Ghedeon Huțănașu - stareț din 1 aprilie 1991.

Aici și-a început viața monahală Teoctist Arăpașu (1915-2007), viitorul patriarh al Bisericii Ortodoxe Române (1986-2007). El a plecat în 1928 din satul natal Tocileni și a străbătut absolut la întâmplare codrii Voronei, ajungând la poarta Mănăstirii Vorona. Fiind minor (avea doar 13 ani pe atunci) și neavând armata făcută, nu a fost primit acolo. A fost îndrumat la Sihăstria Voronei unde a fost primit de egumenul Ghedeon Verenciuc. El a viețuit un singur an la Sihăstria Voronei, până în 1929, când a fost primit la Mănăstirea Vorona. A îndeplinit ascultarea de paracliser, iar egumenul Ghedeon l-a învățat notele psaltice și slova chirilică. Cu mâinile sale, fratele Toader a cărat pietre de râu pentru construirea bisericii-paraclis, după cum amintește o placă de marmură amplasată în anul 2005 pe zidul lăcașului de cult. Textul complet al inscripției este următorul: "La temelia acestui paraclis al Mânăstirii Sihăstria Voronei a adus pietre din râu, cu mîinile sale, ca frate de mânăstire, în 1928, Prea Fericitul Părinte Teoctist, Patriarhul României. 2005".
La 2 septembrie 2005, într-un interviu pentru postul de radio Trinitas, patriarhul Teoctist afirma următoarele: "În momentul deciziei de atunci, de a face încă patru kilometri până la schitul de sus, unde am fost apoi primit, nu pot deci să văd decât voia lui Dumnezeu." 

## Imagini

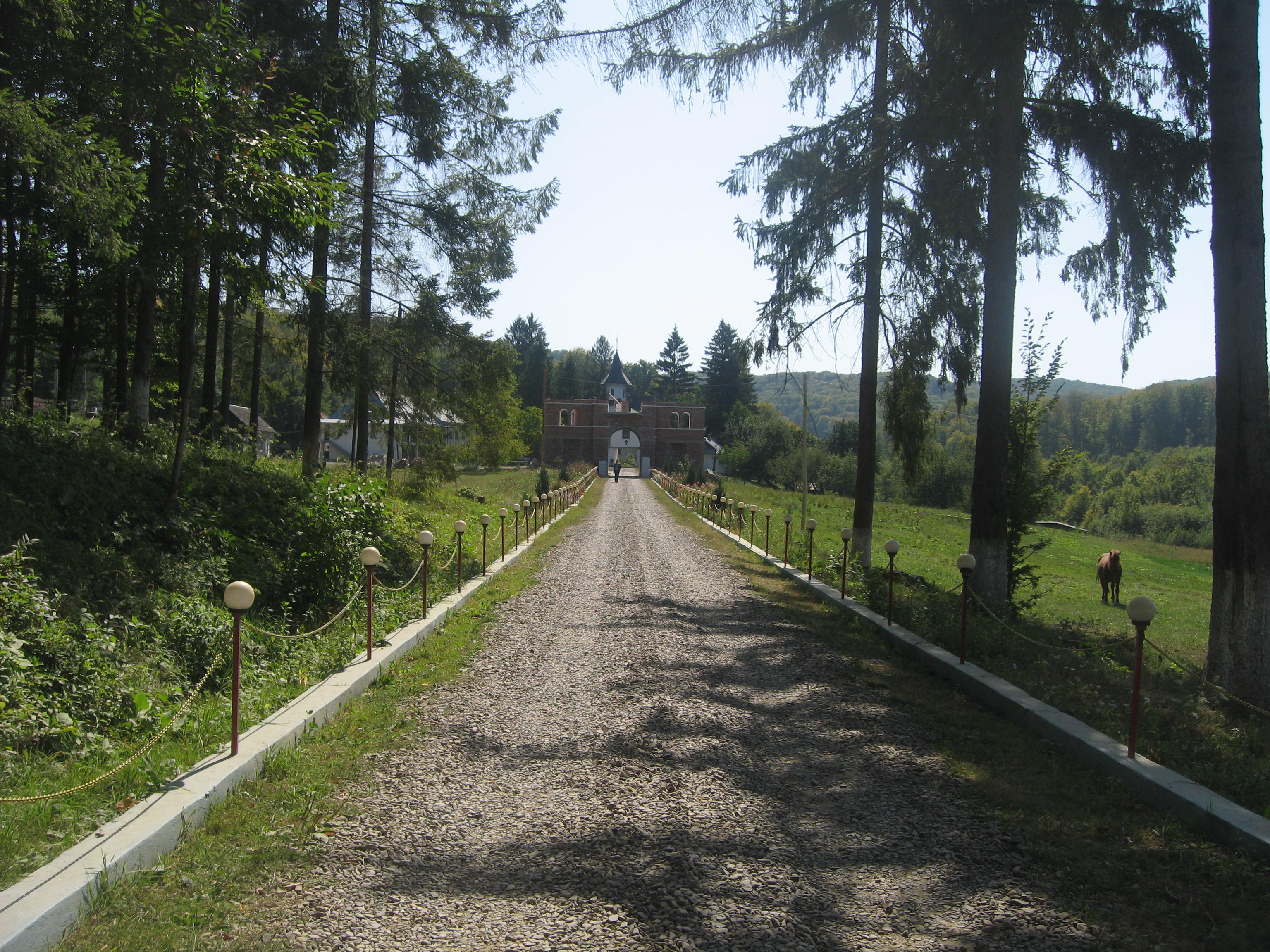
Drumul spre mănăstire
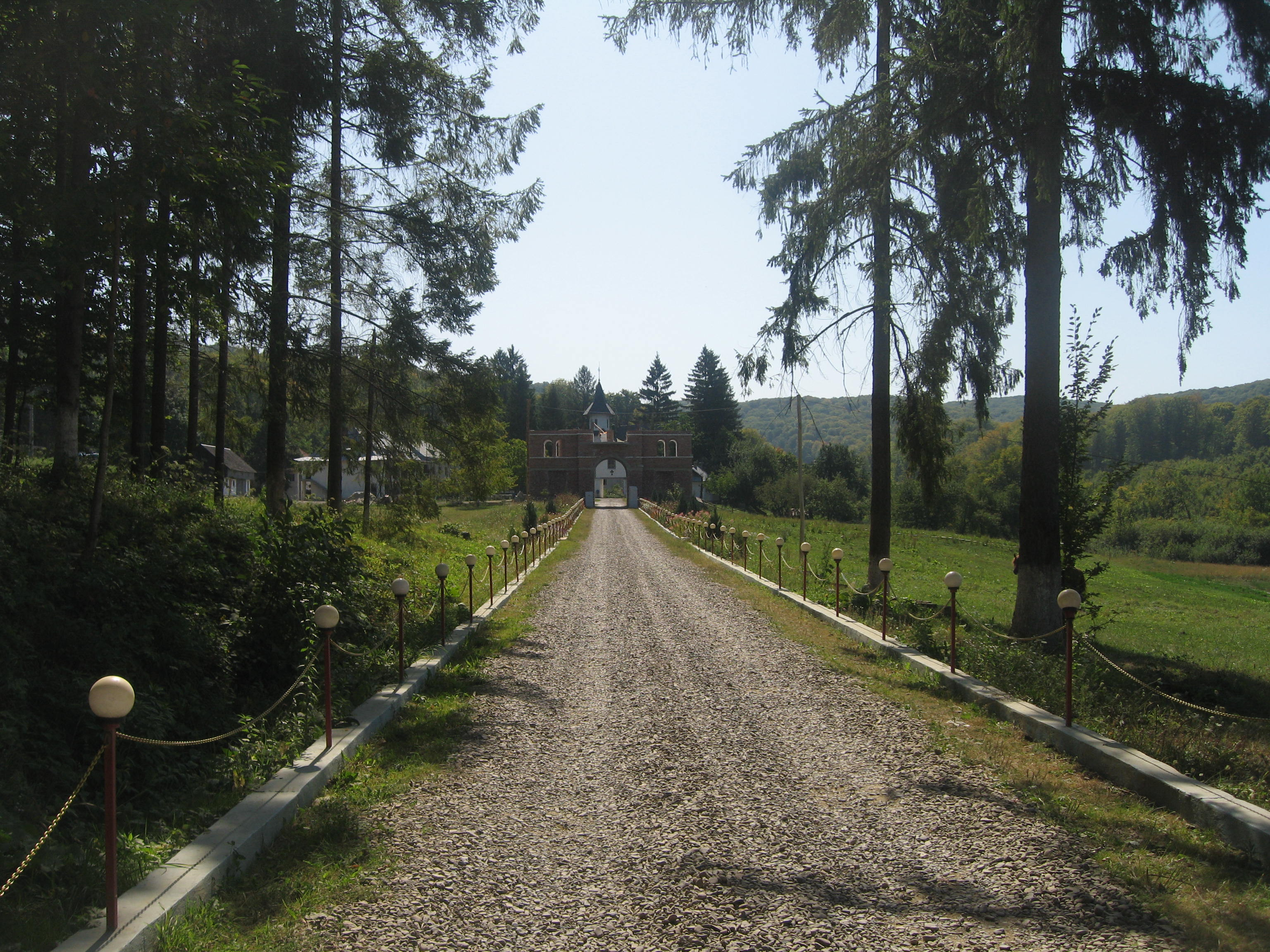
Drumul spre mănăstire
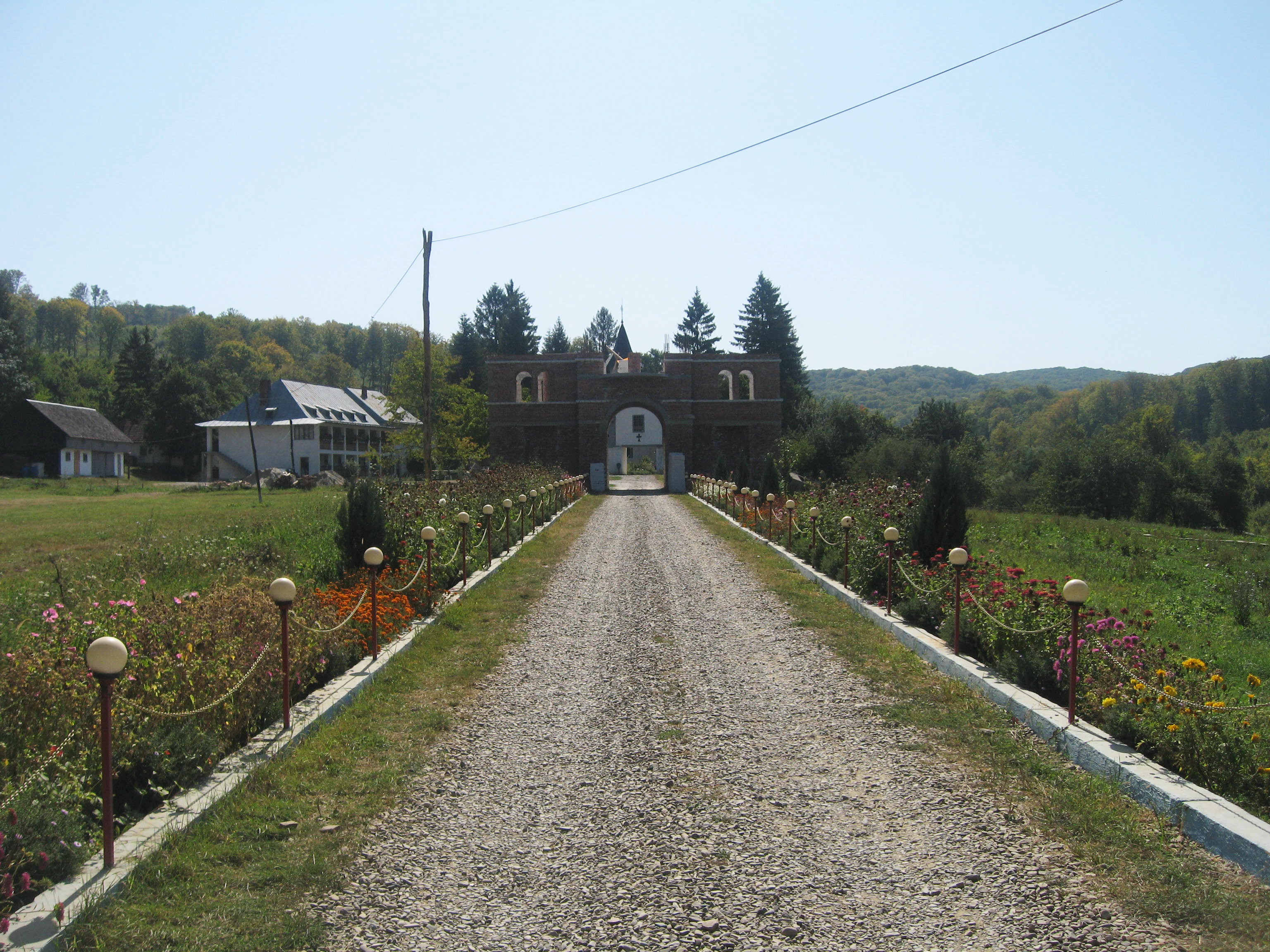
Drumul spre mănăstire
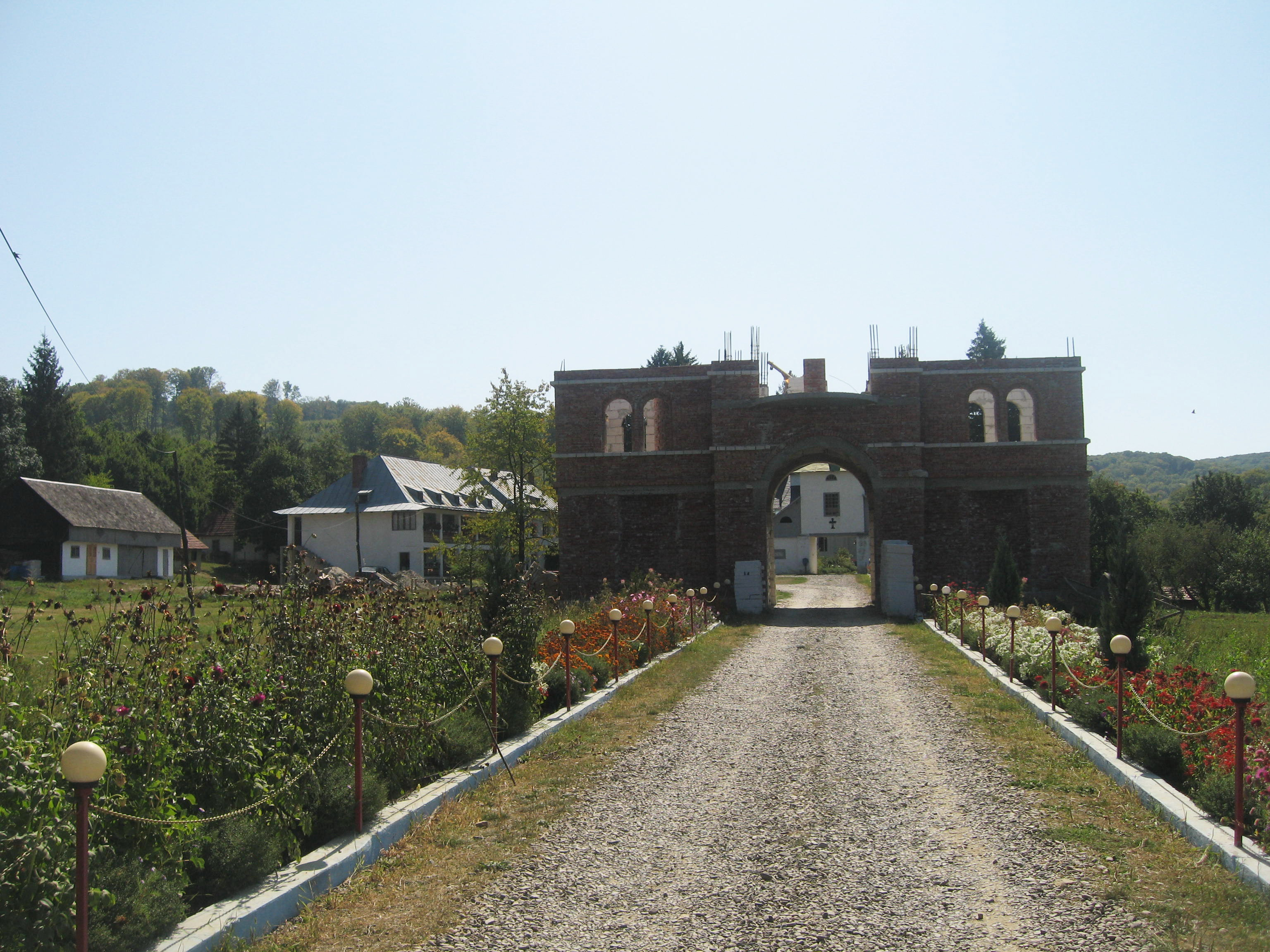
Drumul spre mănăstire
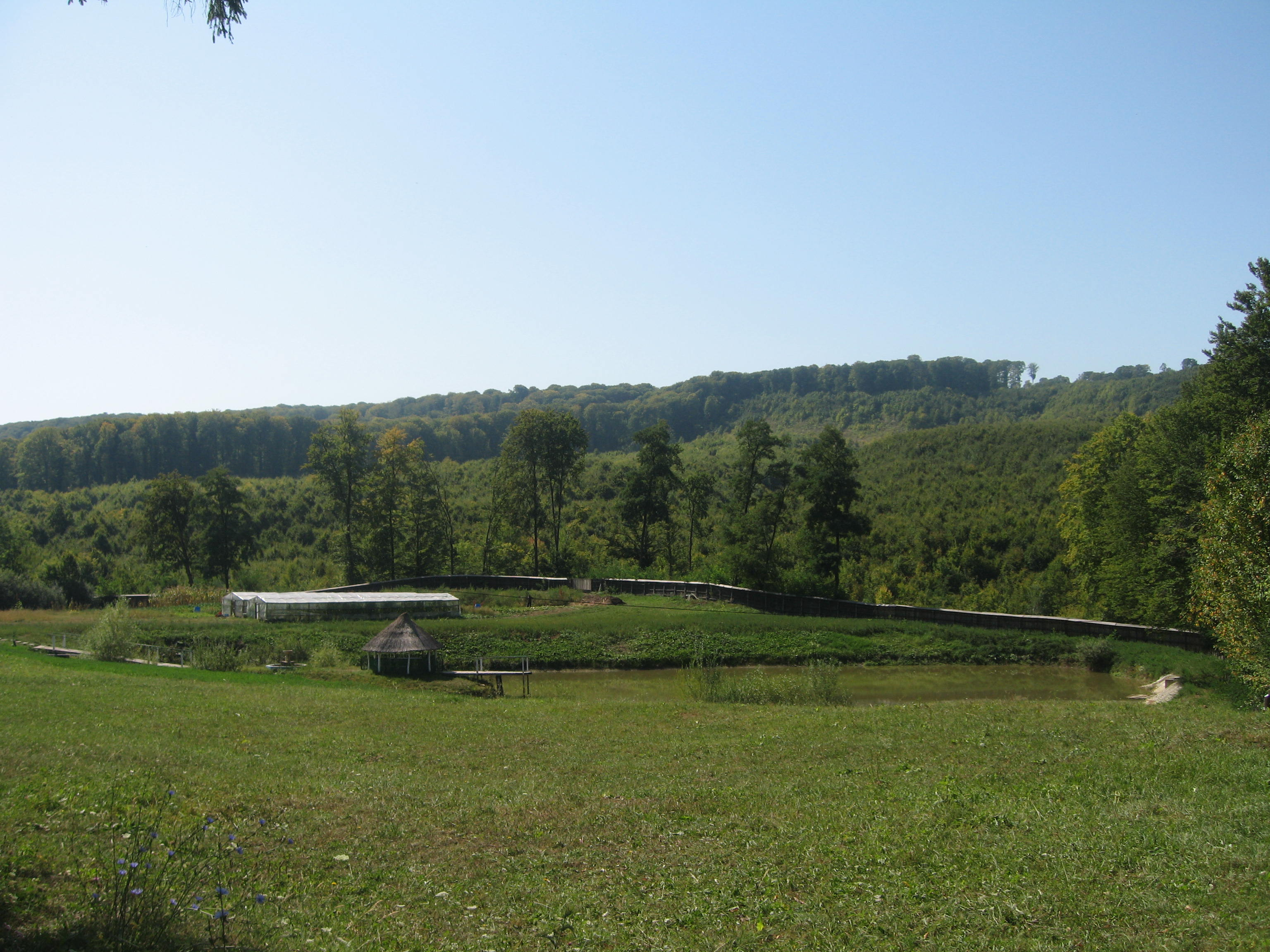
Iaz din curtea mănăstirii
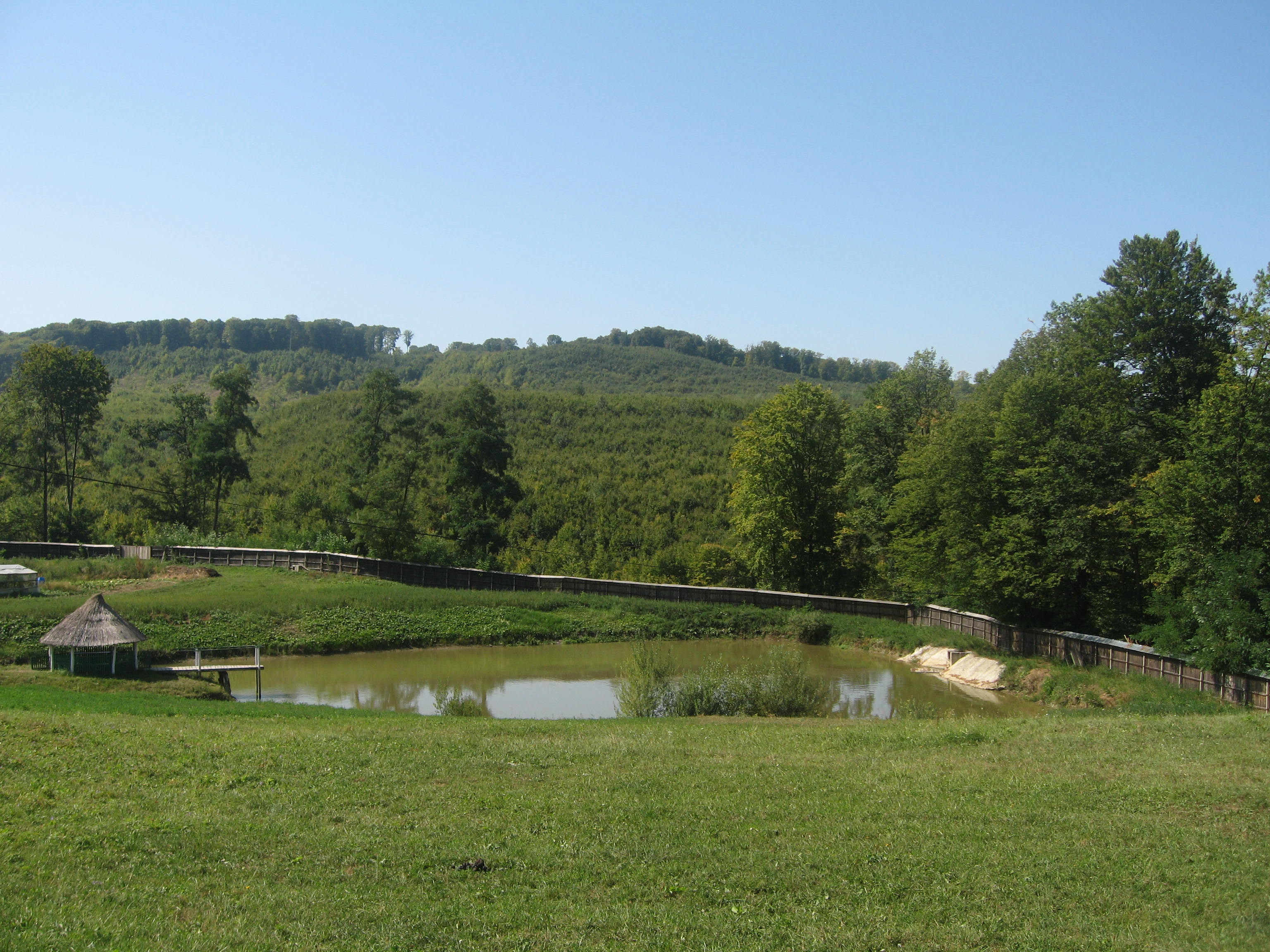
Iaz din curtea mănăstirii
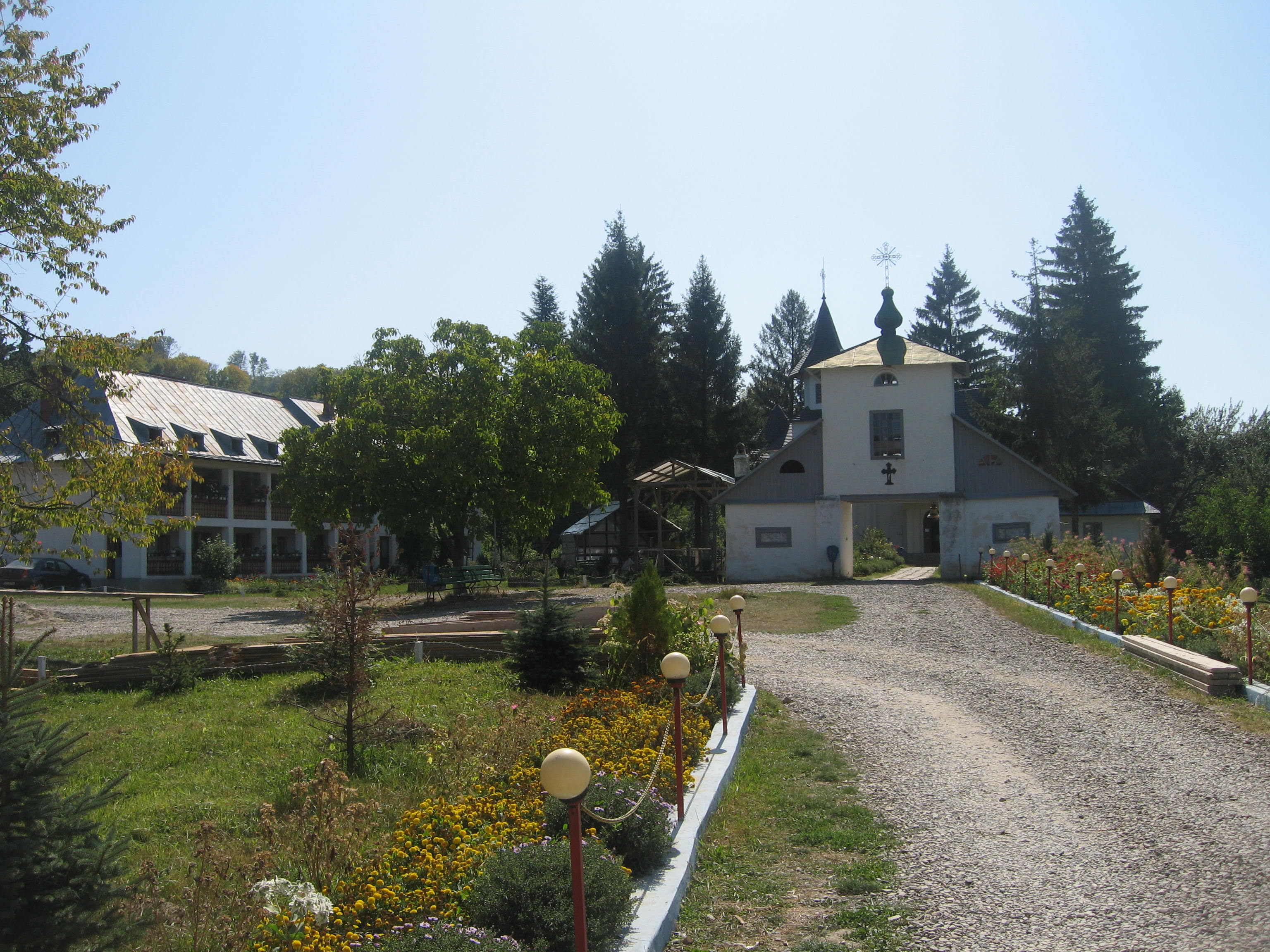
Turnul clopotniță, biserica și corpul de chilii
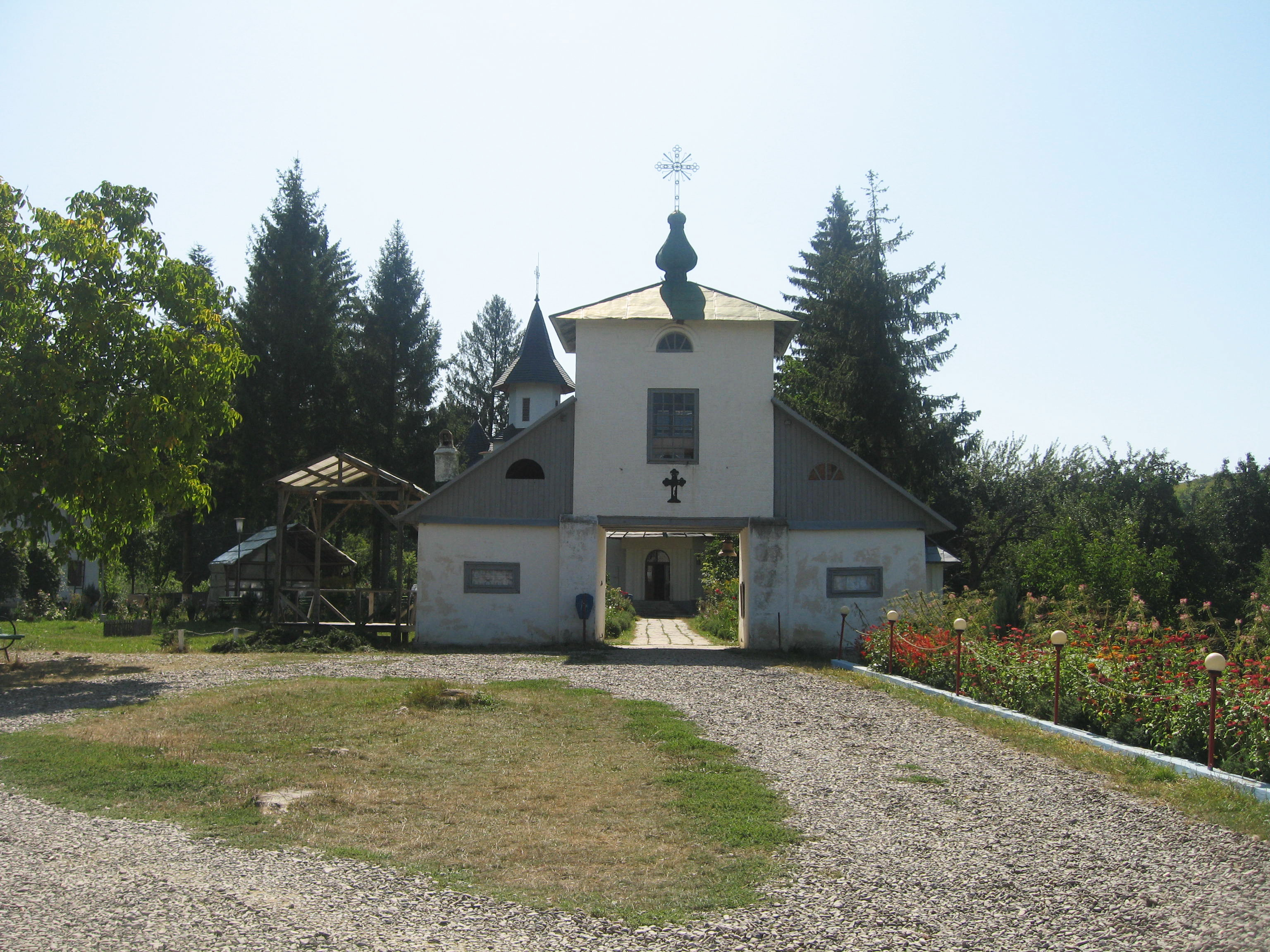
Turnul clopotniță și biserica
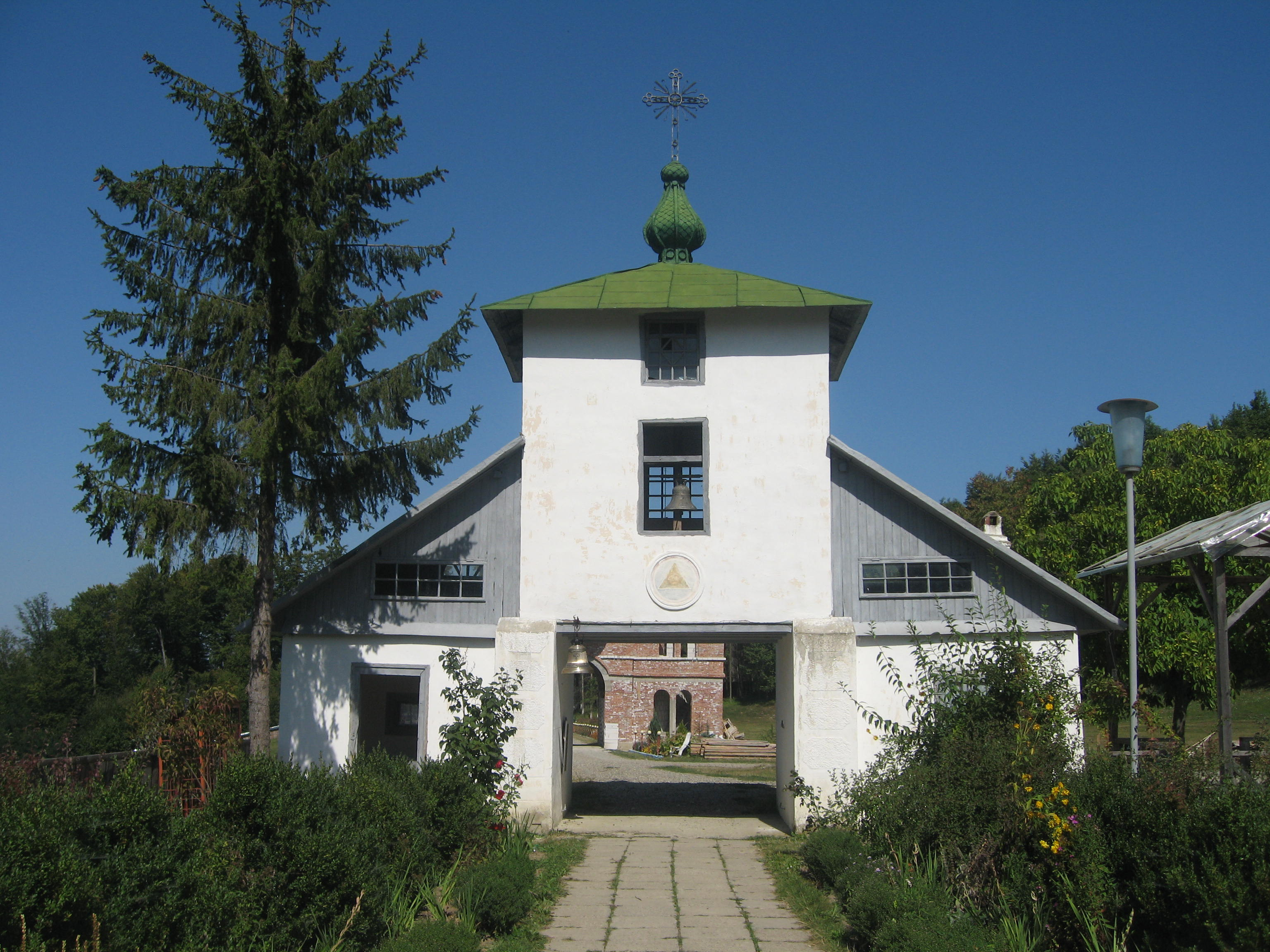
Turnul clopotniță
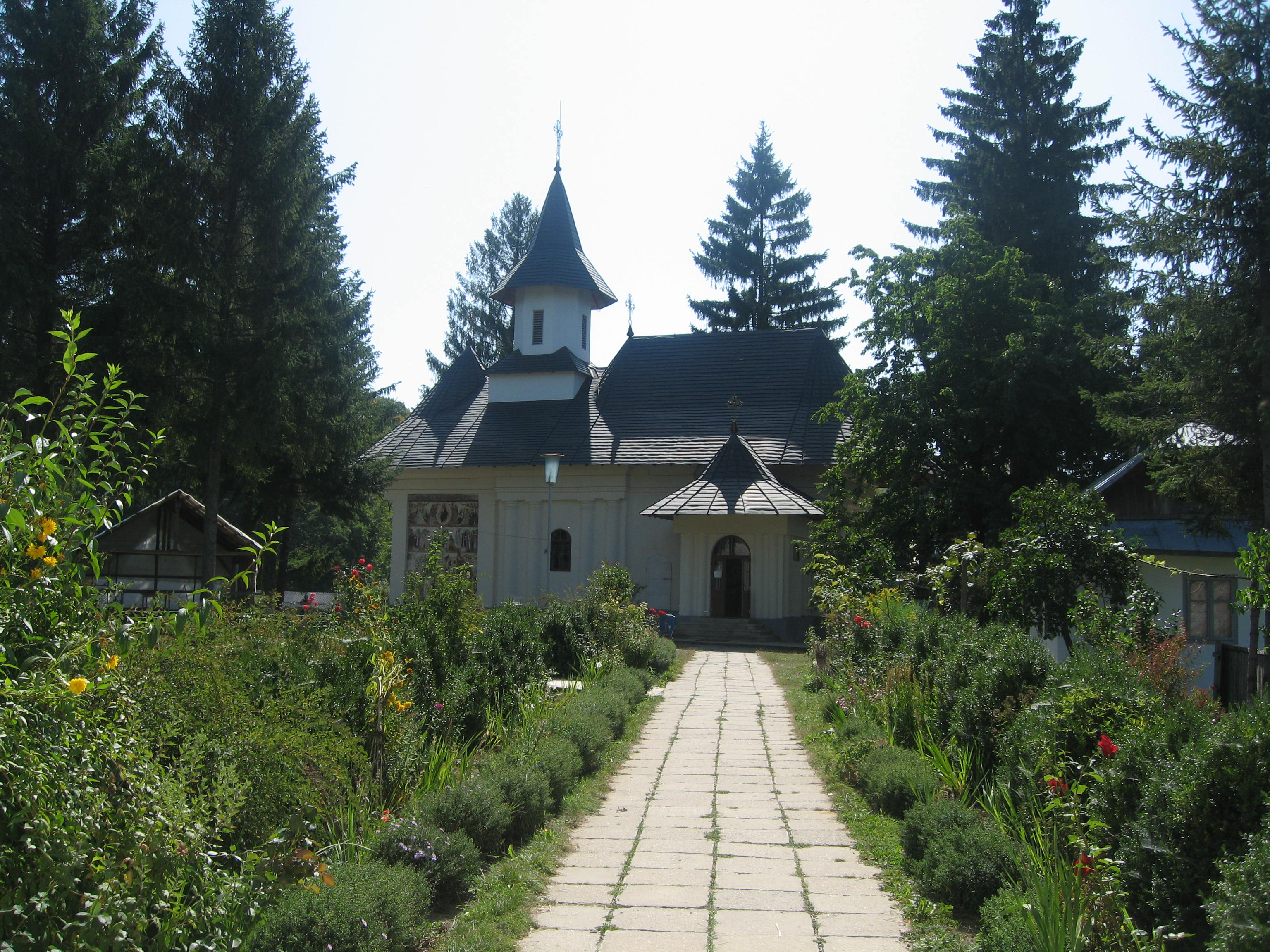
Biserica
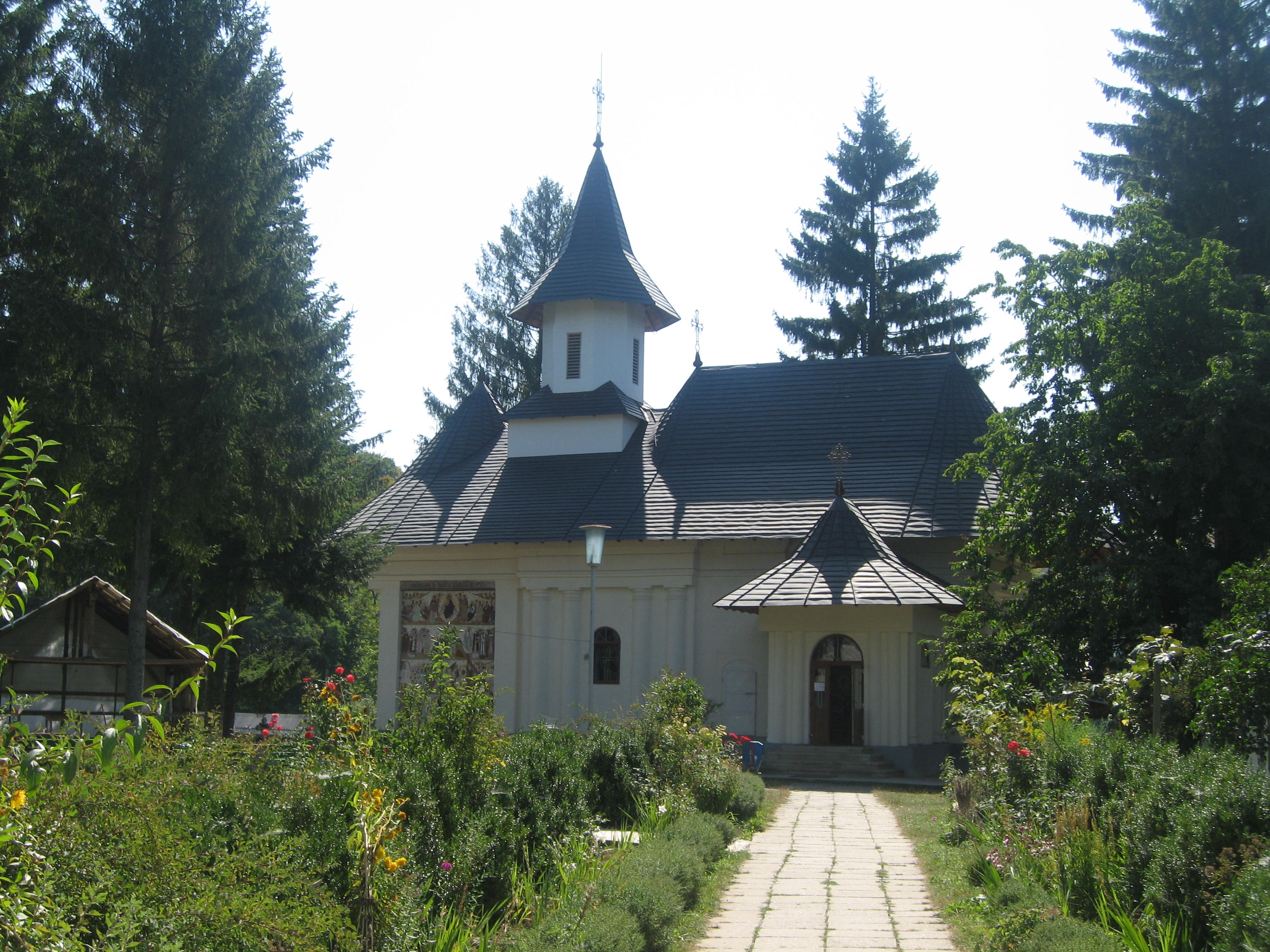
Biserica
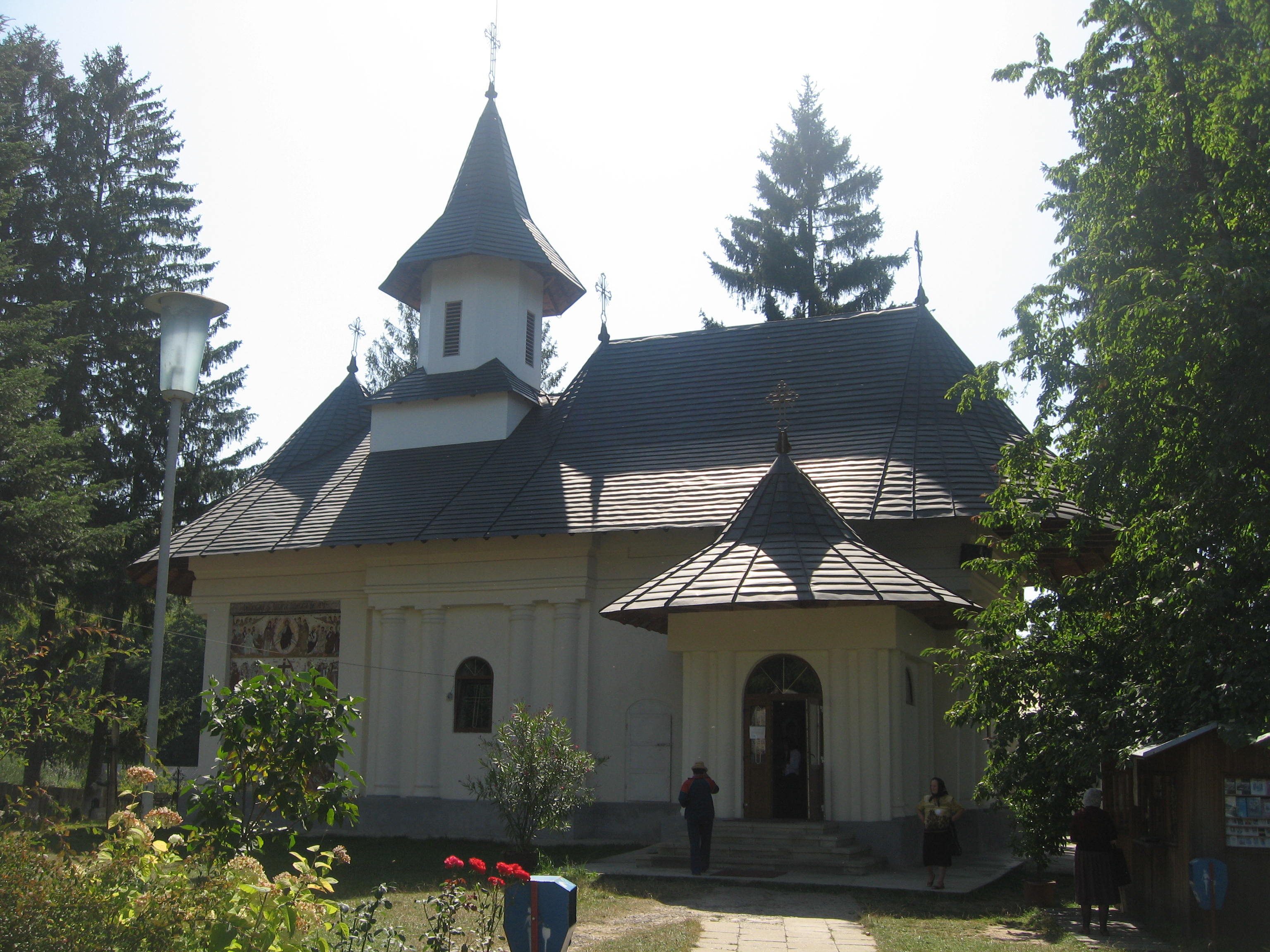
Biserica
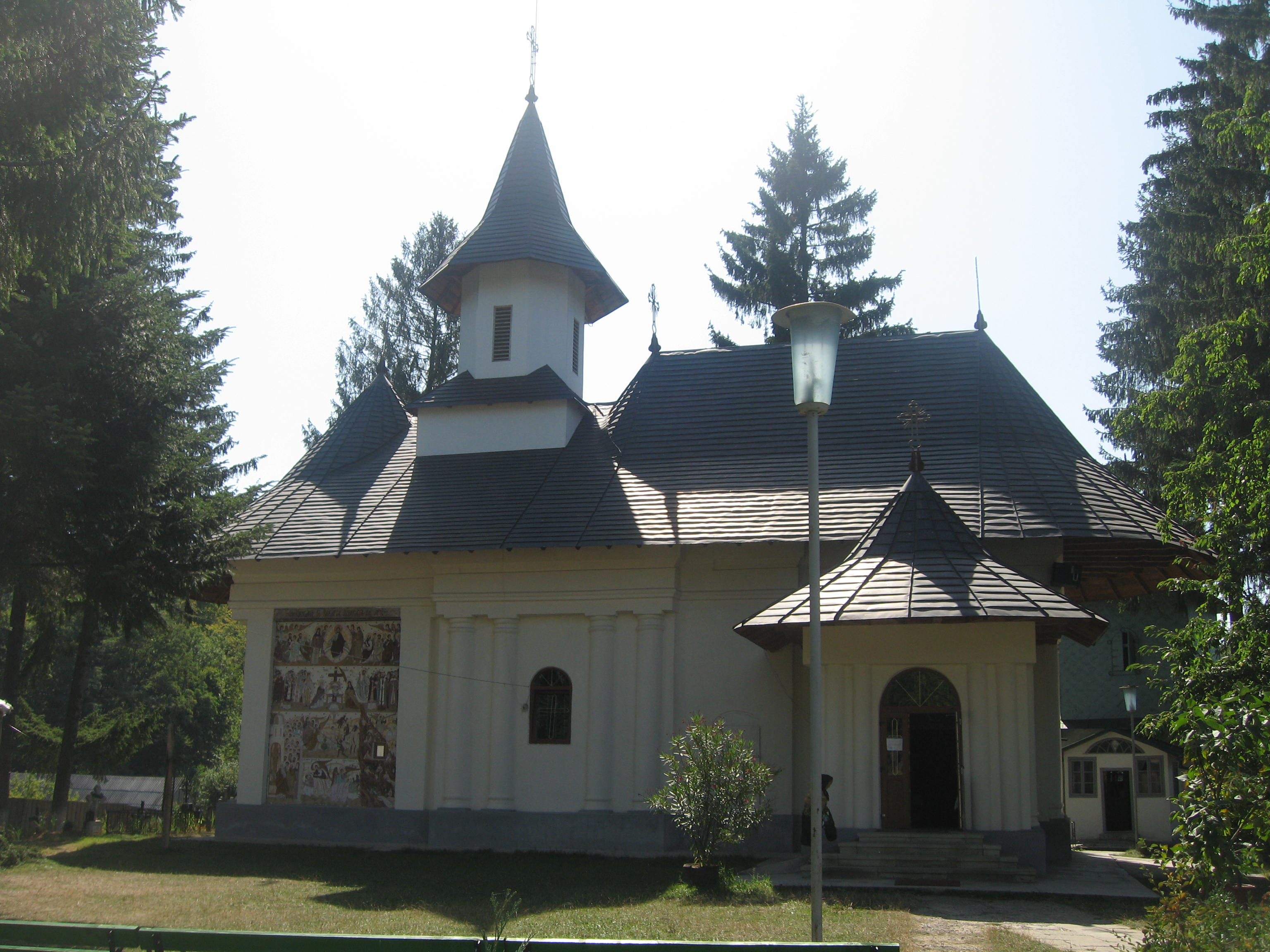
Biserica
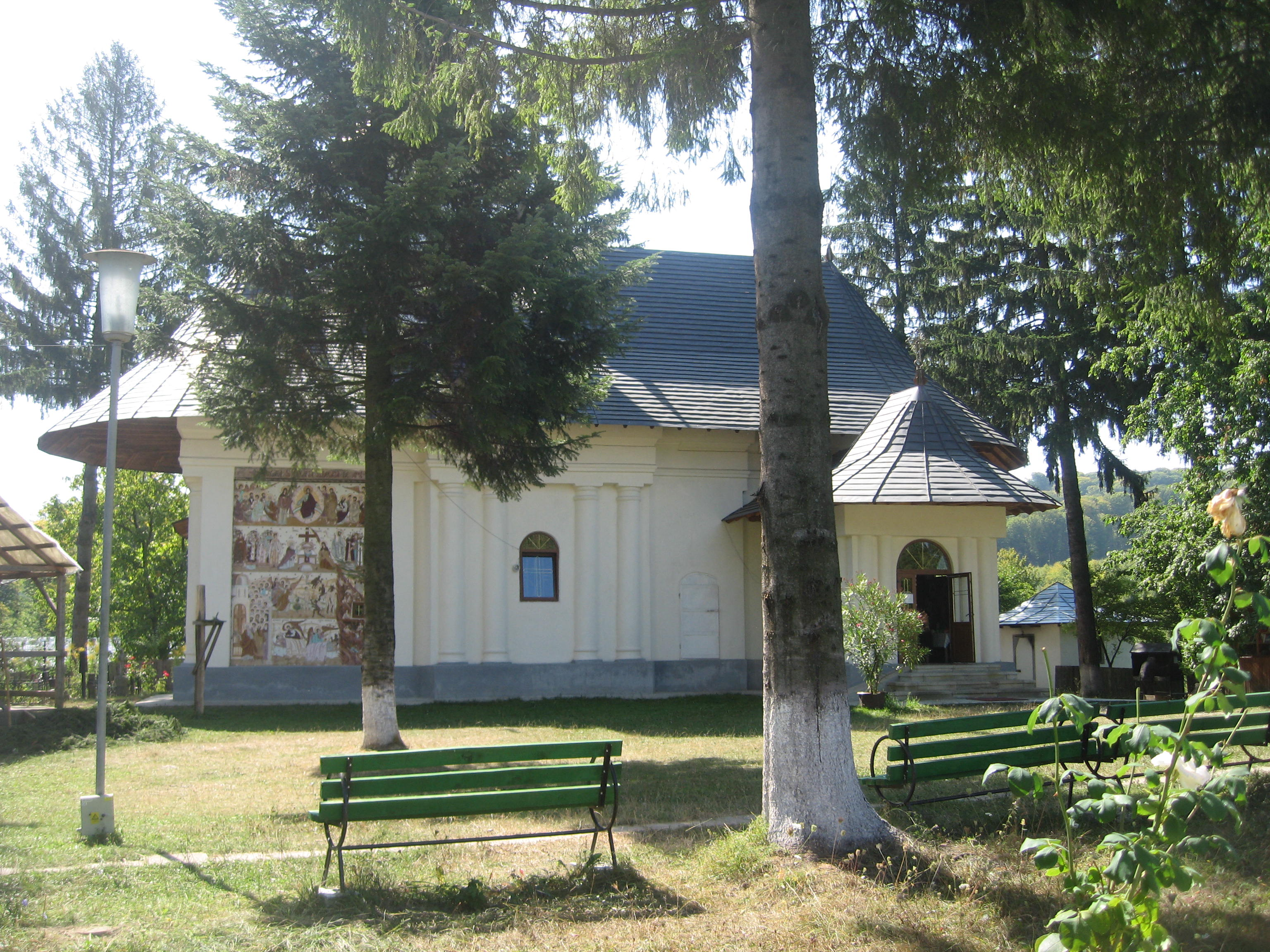
Biserica văzută de pe latura sudică
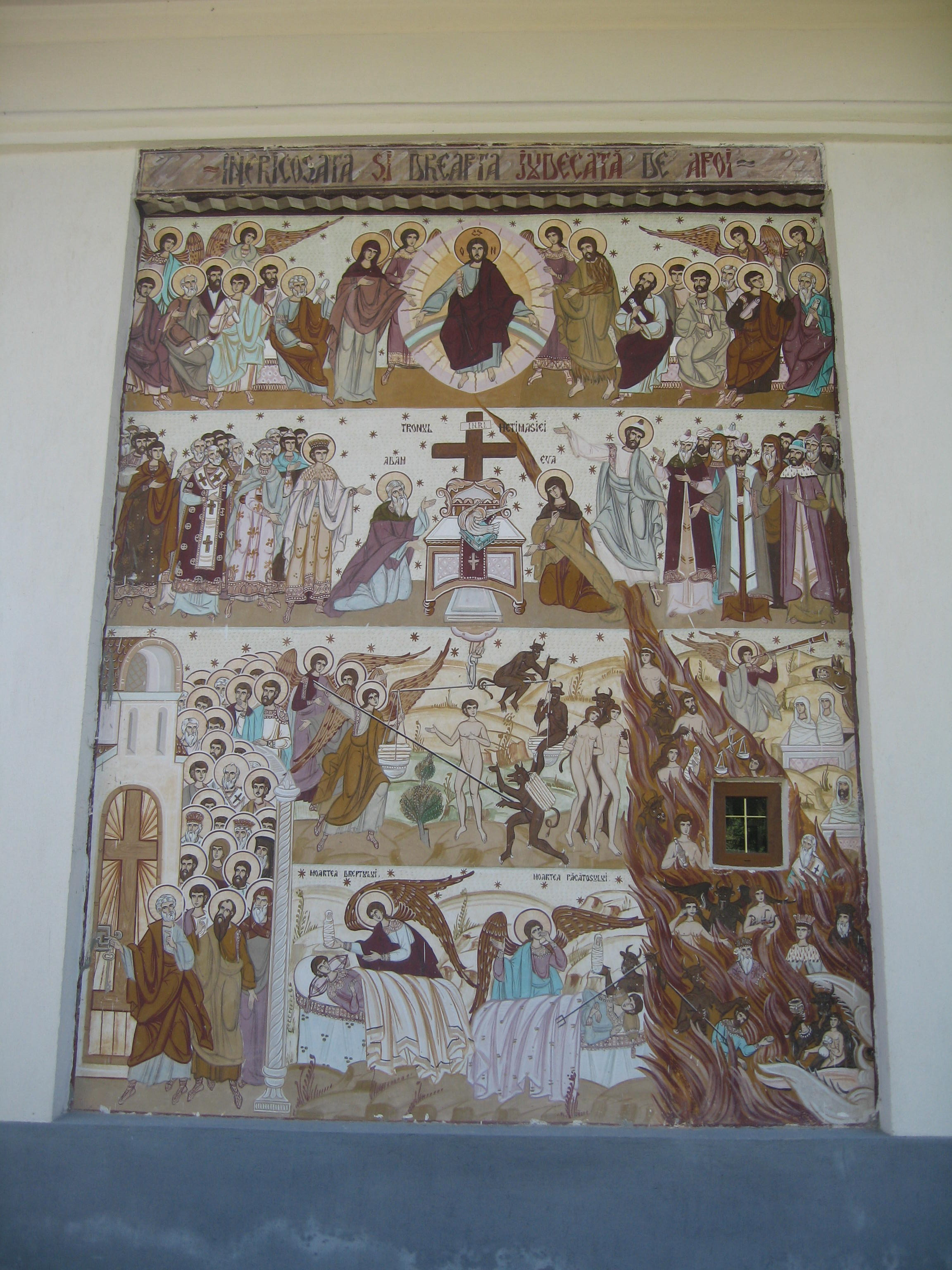
Pictură de pe peretele nordic al altarului bisericii: Înfricoșata și dreapta judecată de apoi
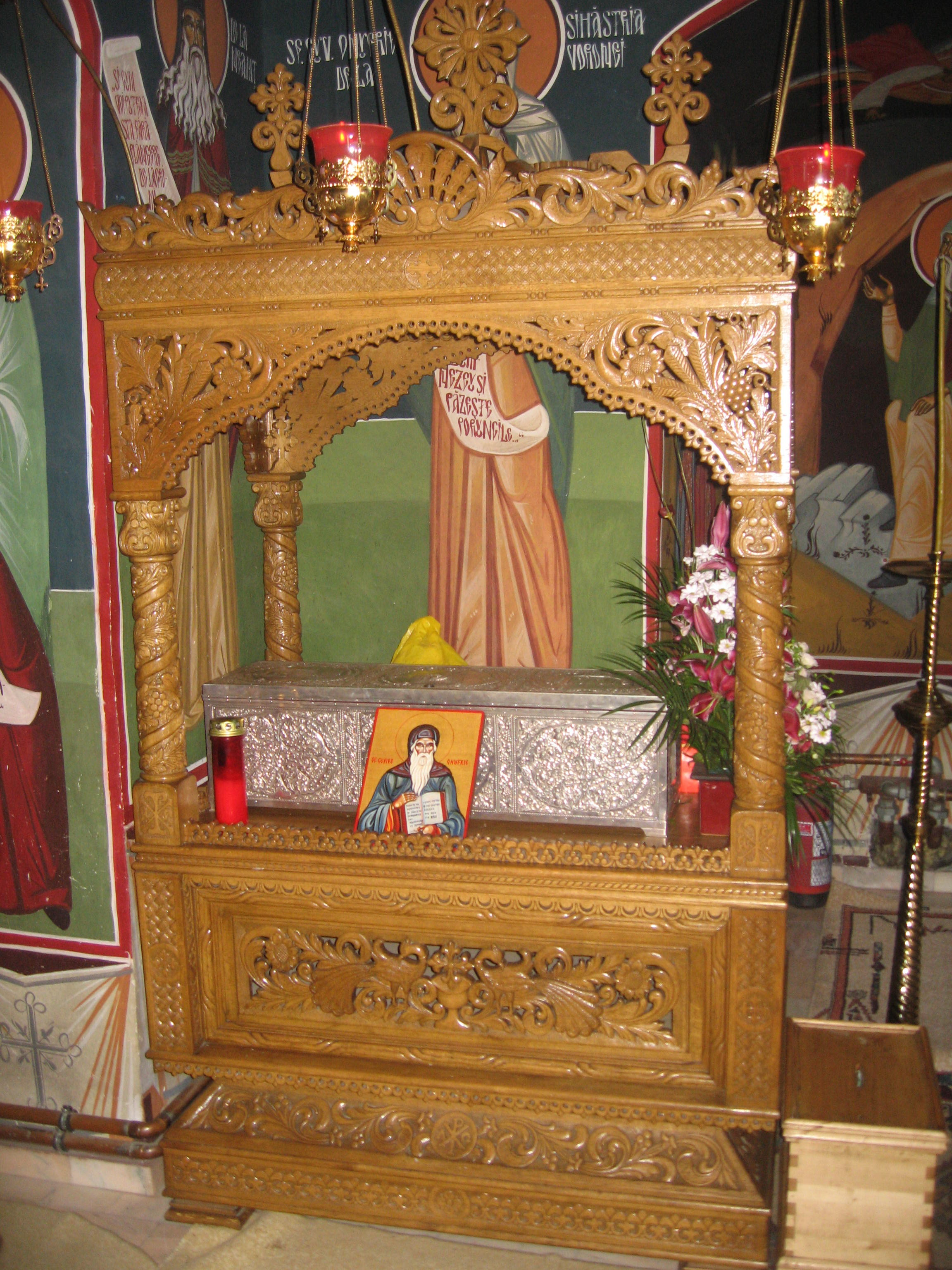
Baldachinul sub care se află moaștele Sf. Cuvios Onufrie
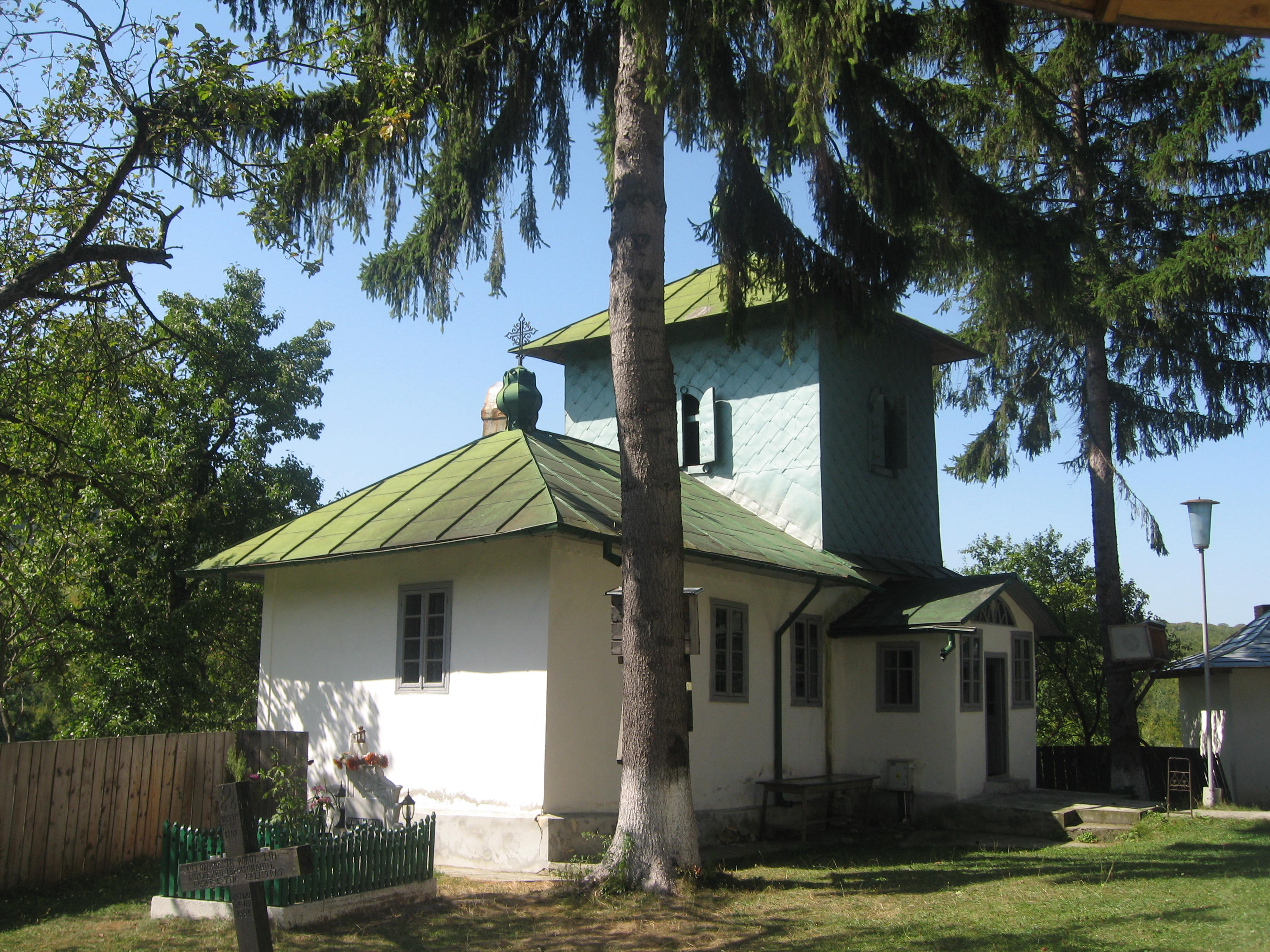
Biserica paraclis. În stânga sa se află mormântul Sf. Onufrie.
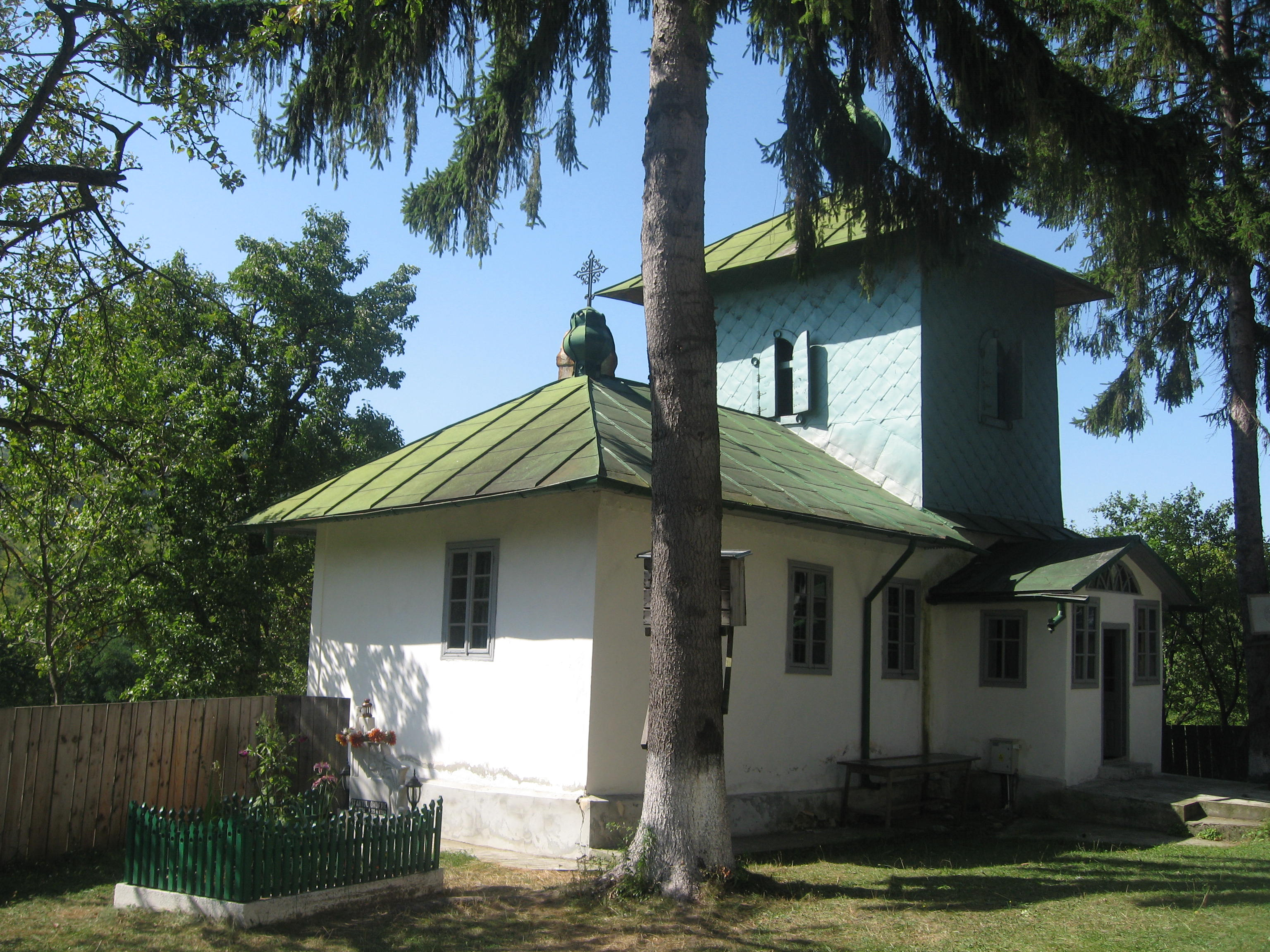
Biserica paraclis. În stânga sa se află mormântul Sf. Onufrie.
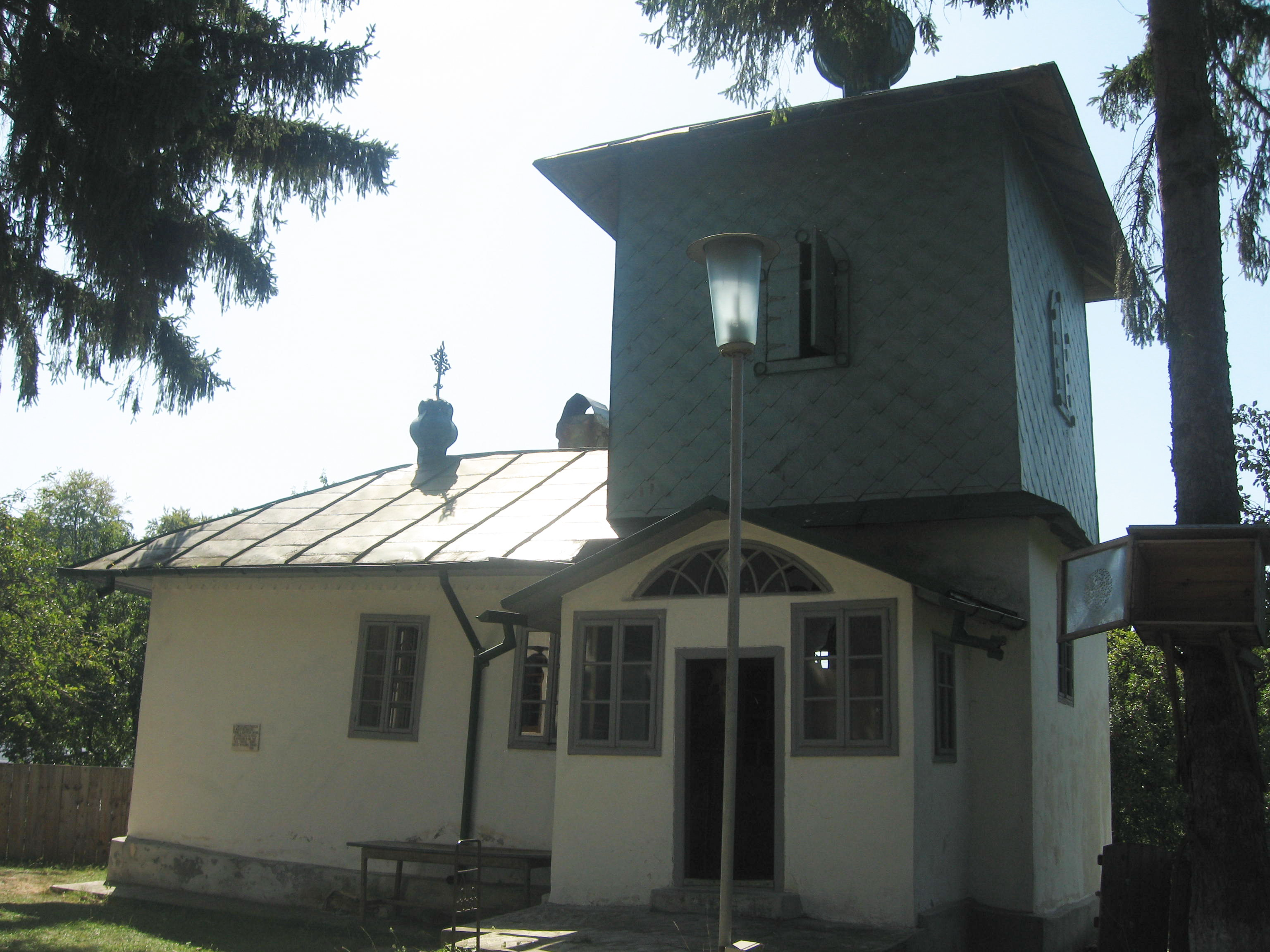
Biserica paraclis
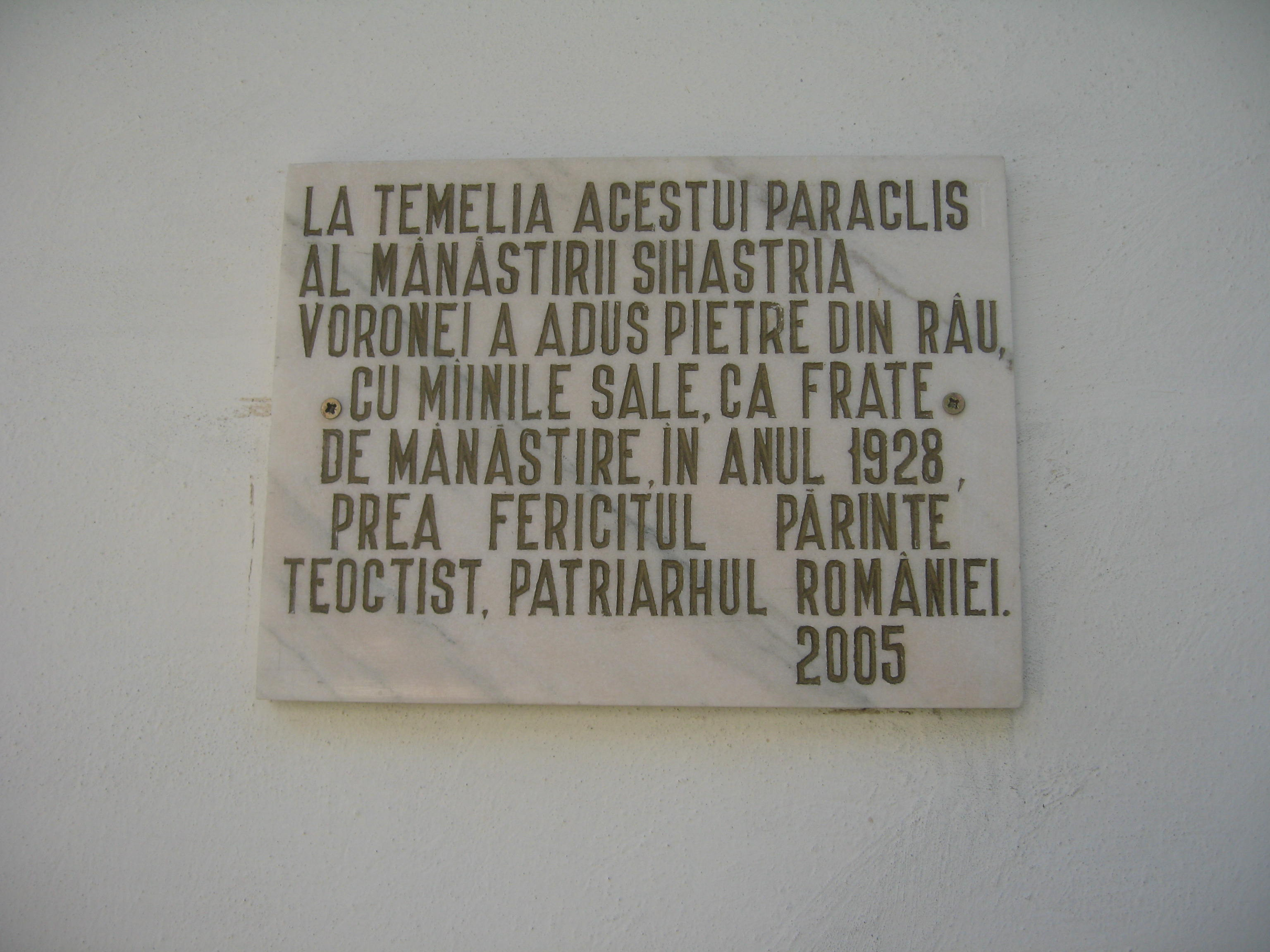
Placă atestând participarea în anul 1928 la construcția bisericii paraclis a fratelui Toader Arăpașu (viitorul Patriarh Teoctist)
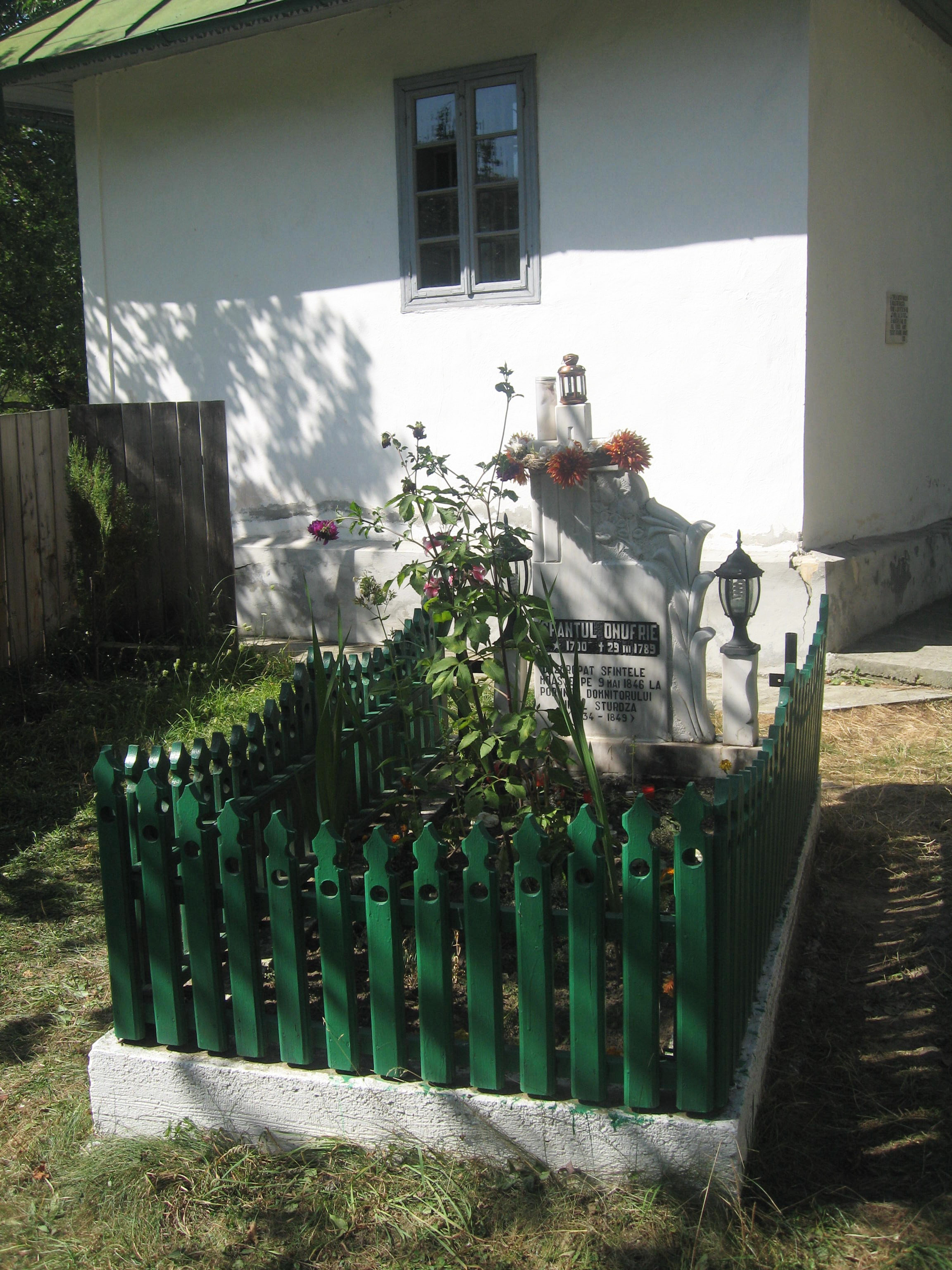
Mormântul Sf. Cuvios Onufrie de la Sihăstria Voronei
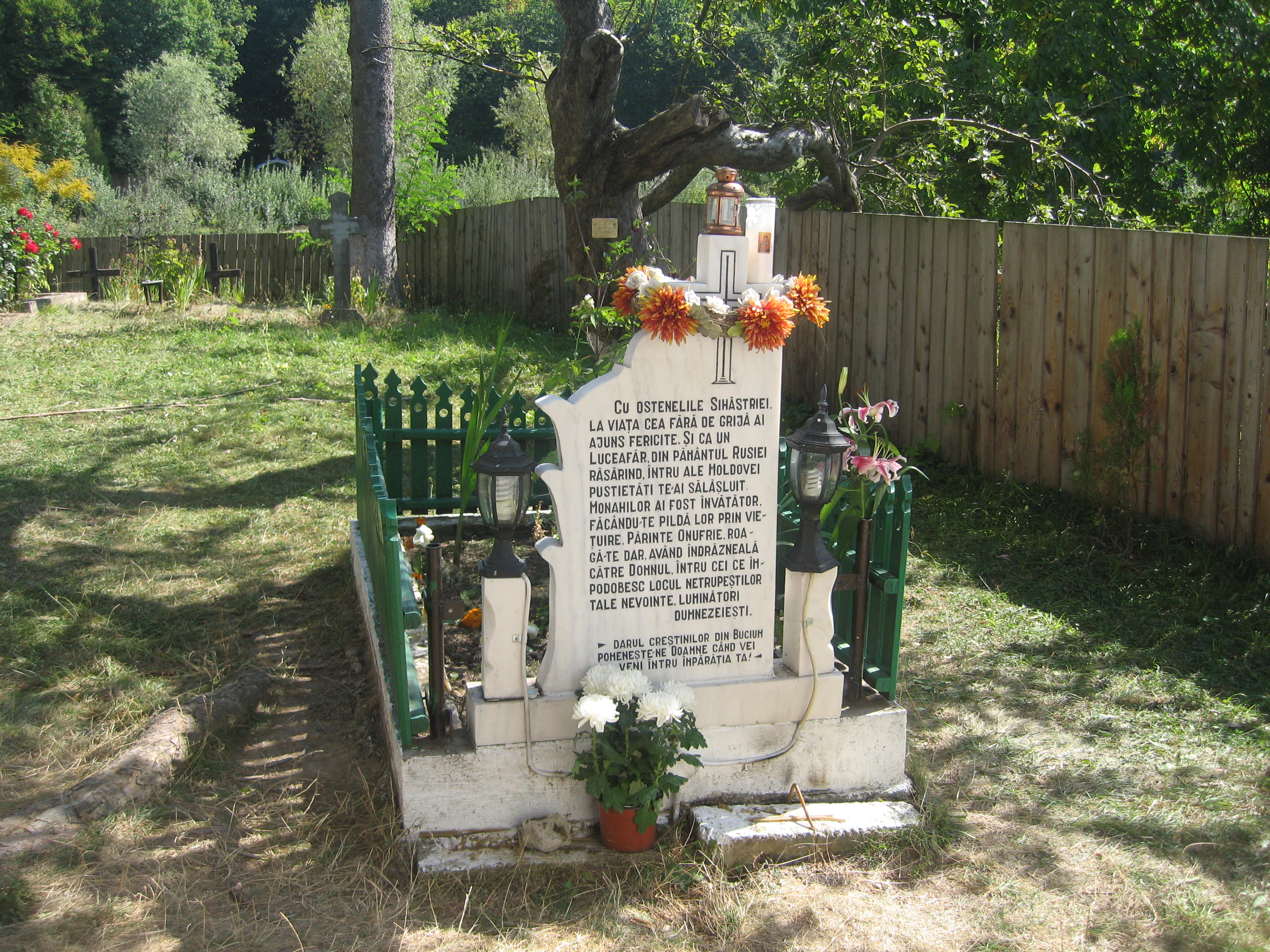
Mormântul Sf. Cuvios Onufrie de la Sihăstria Voronei
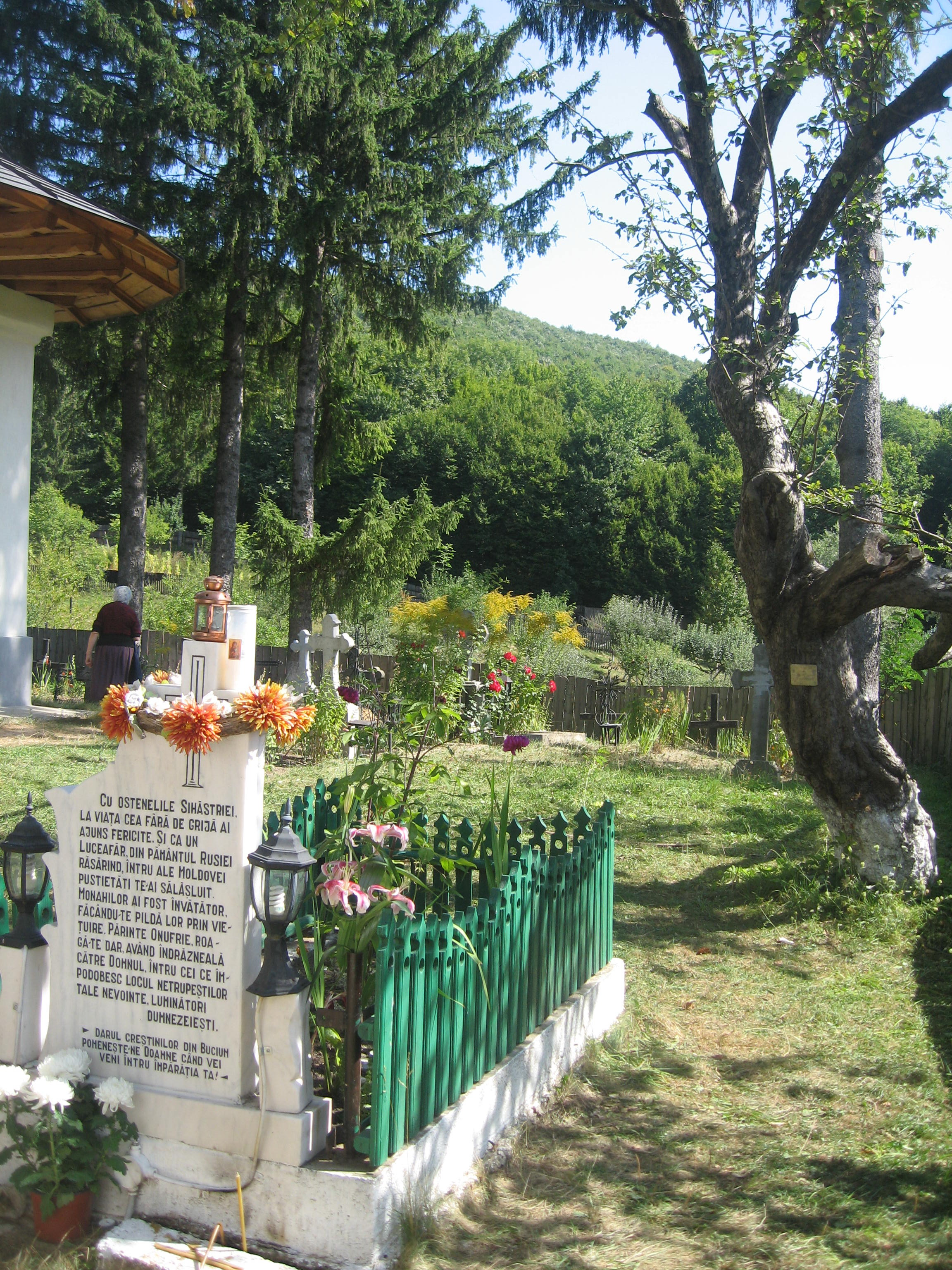
Mormântul și mărul Sf. Cuvios Onufrie
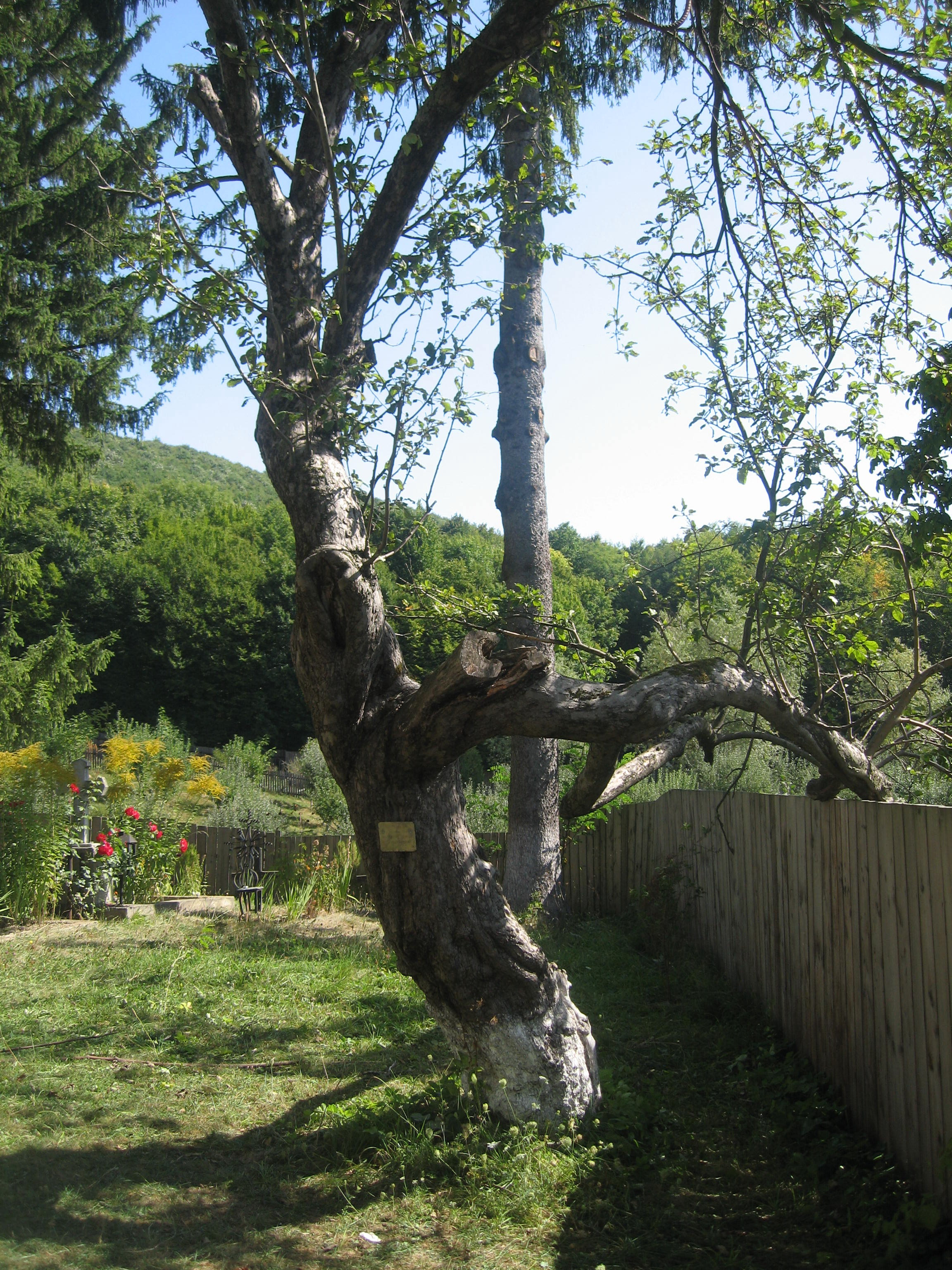
Mărul Sf. Cuvios Onufrie
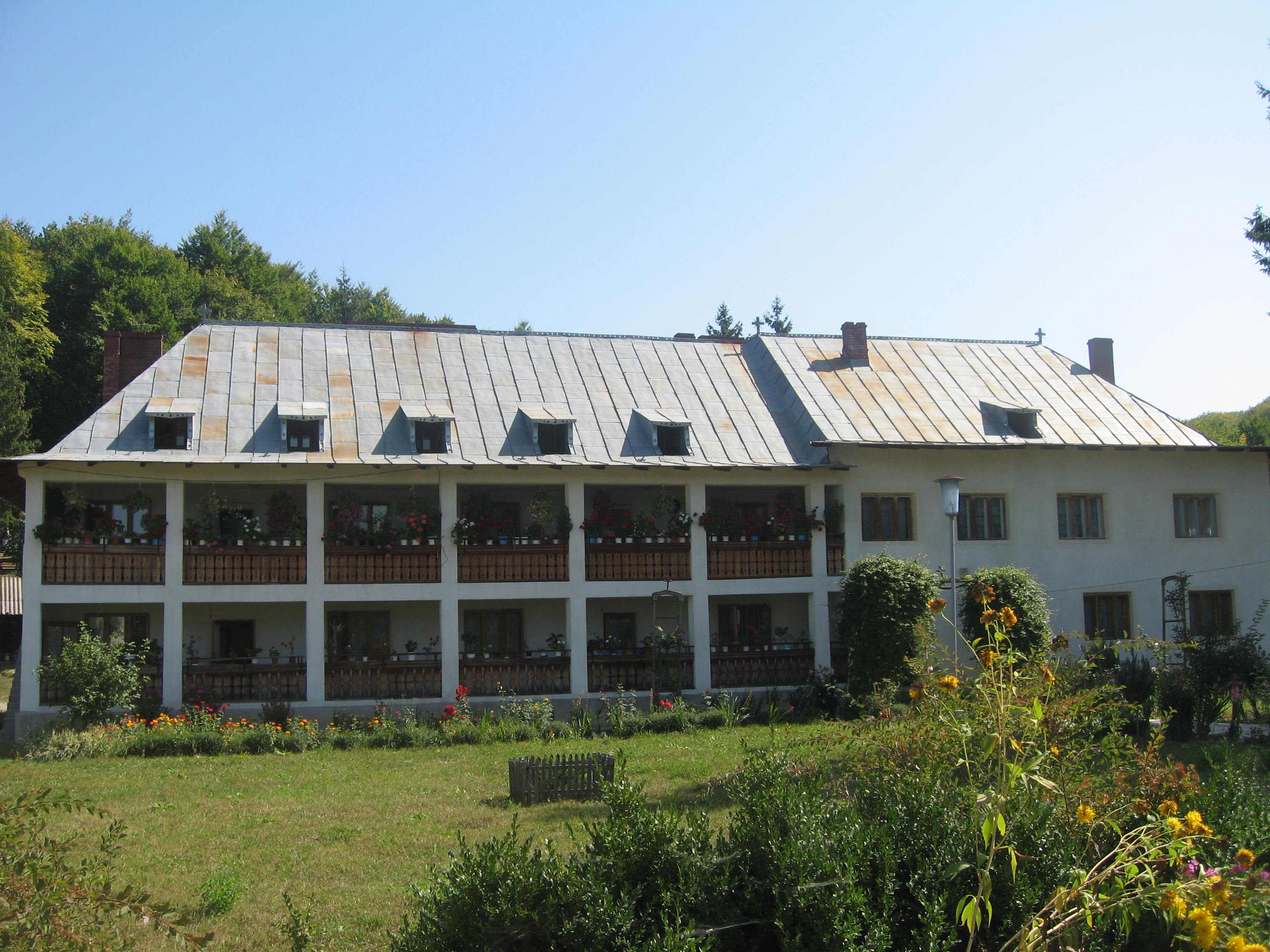
Chiliile
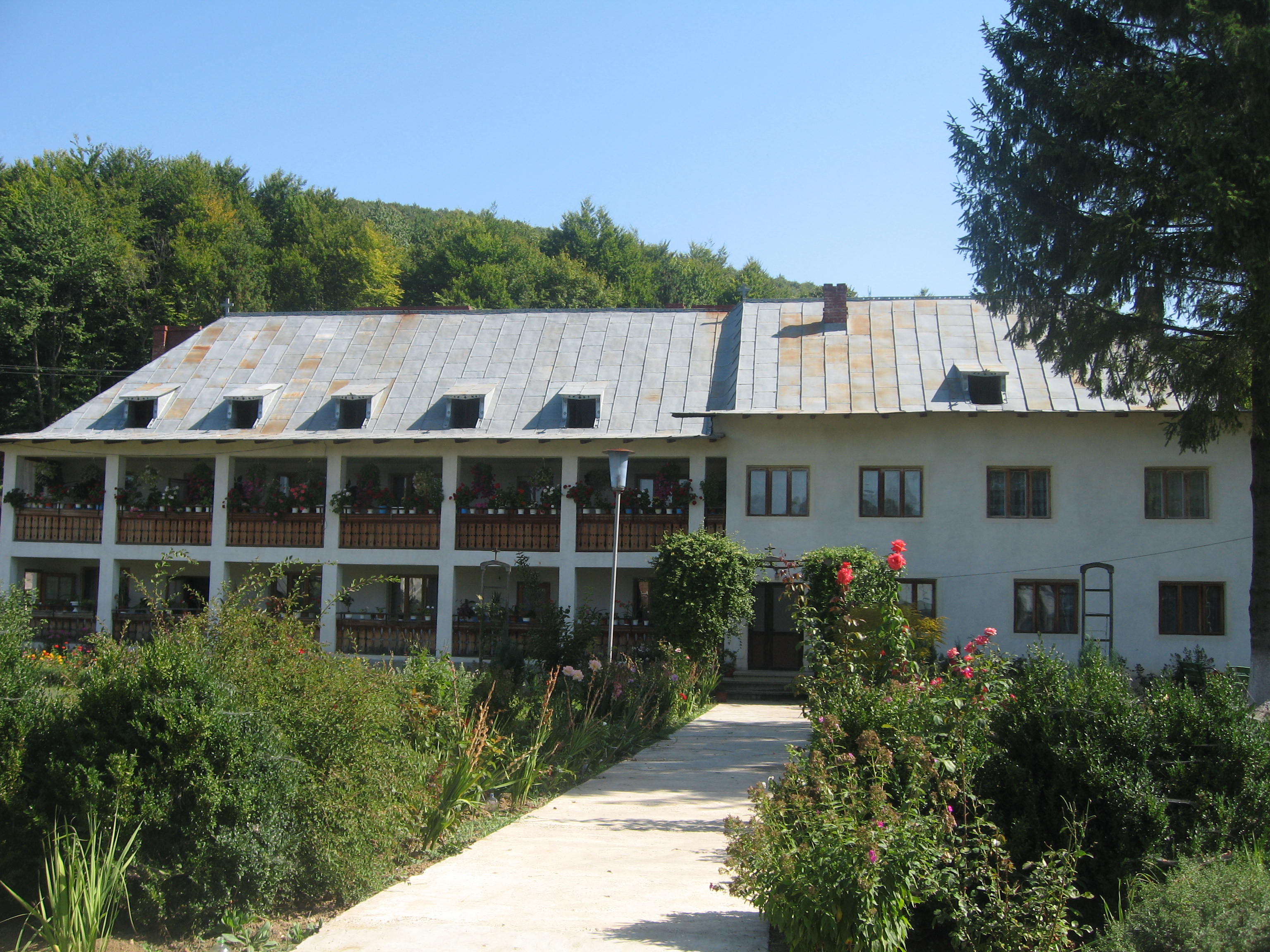
Corpul de chilii privit din față
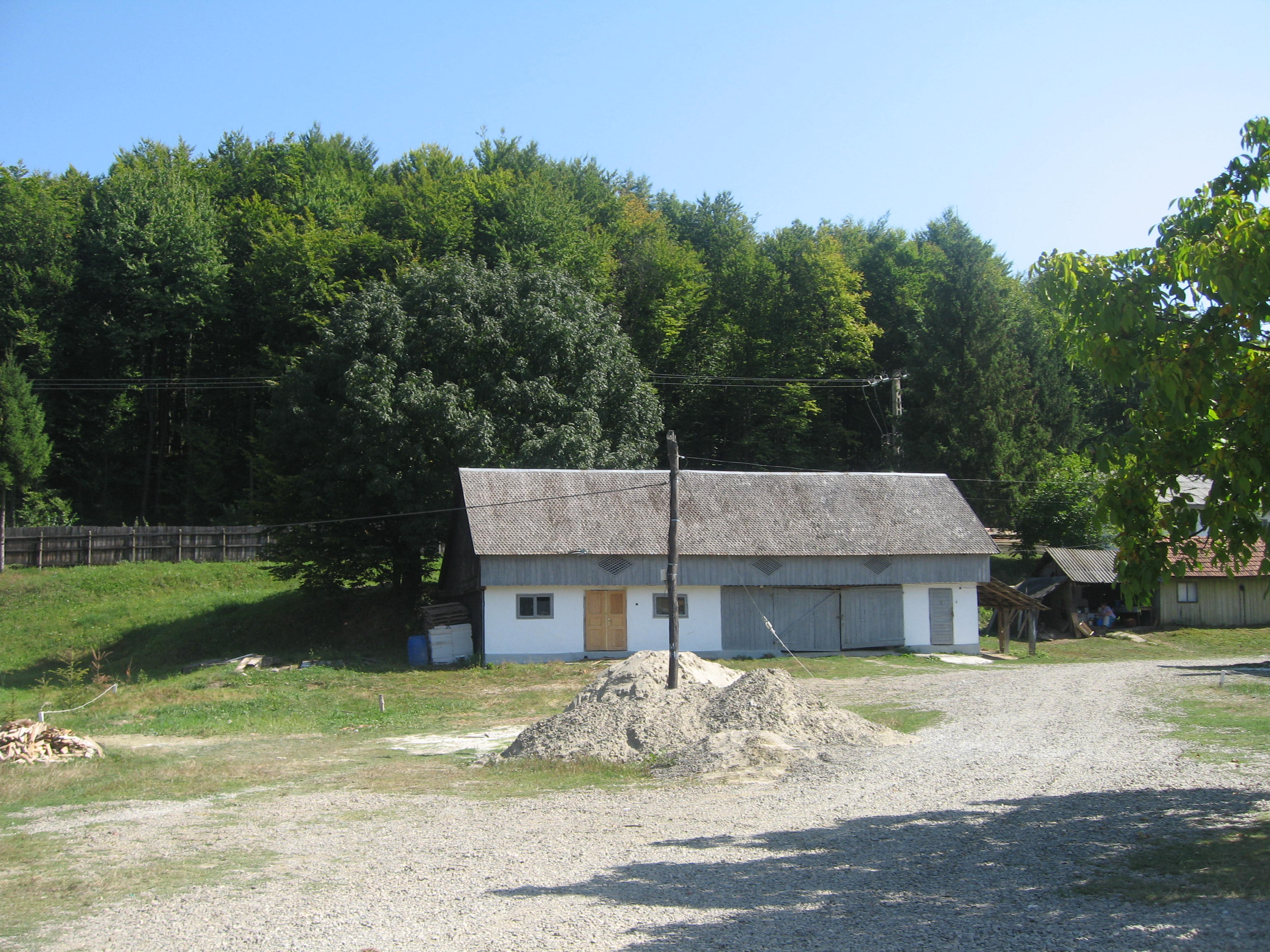
Grajdul mănăstirii. În spate se întinde pădurea.
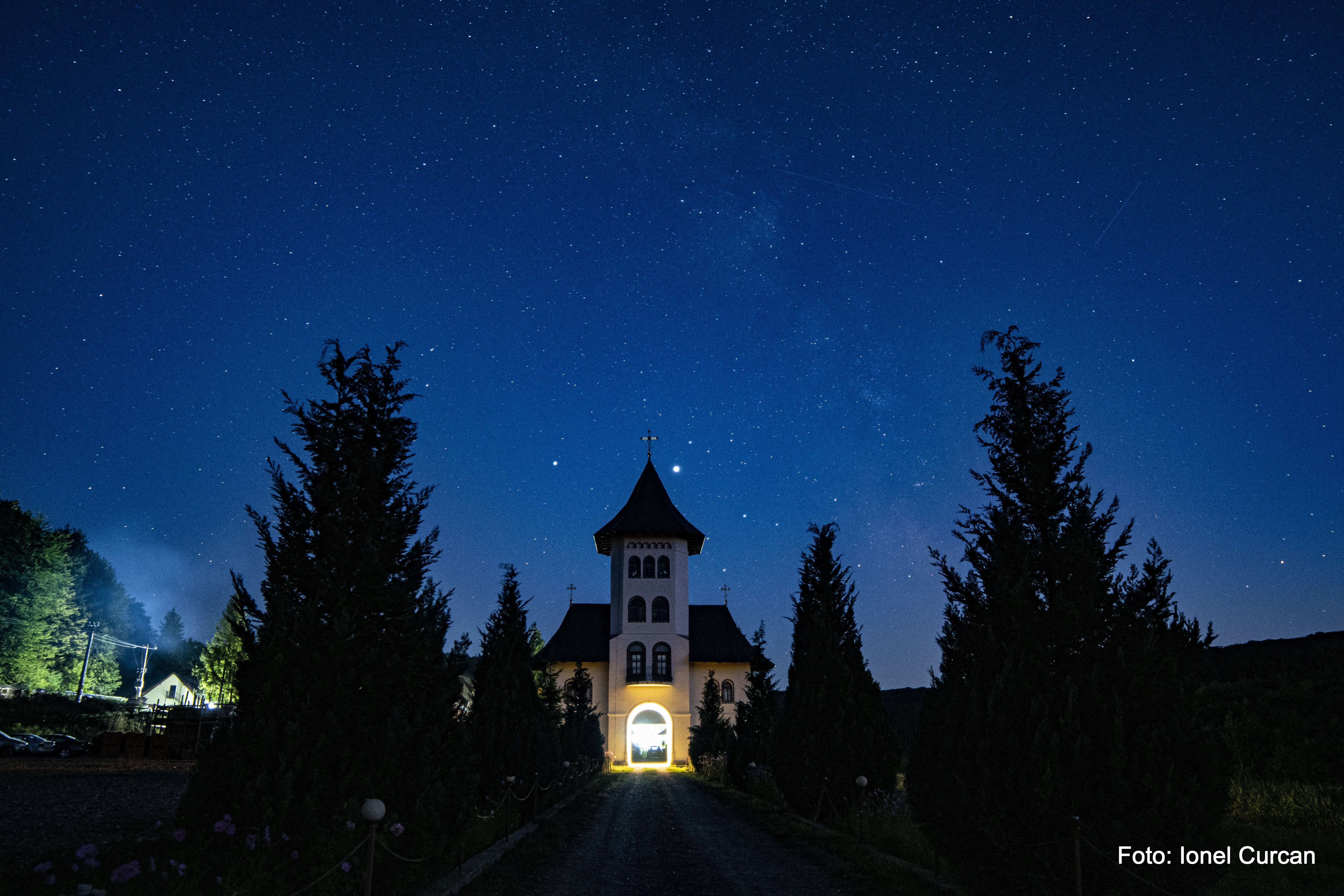
Mănăstirea Sihăstria Voronei, vedere nocturnă. Turla de la intrarea în mănăstire, încadrată între planetele Jupiter și Saturn
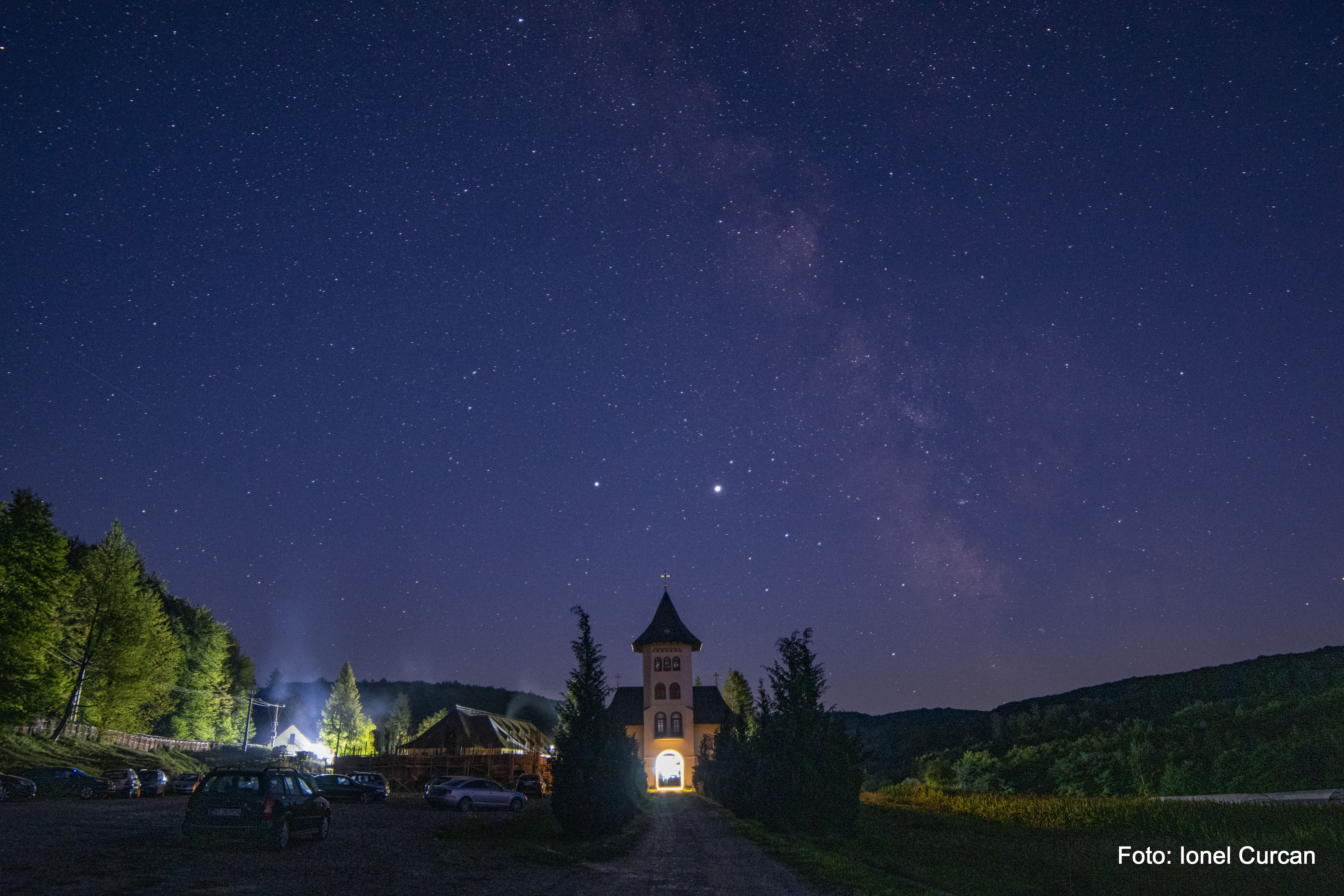
Mănăstirea Sihăstria Voronei, vedere nocturnă.Turla de la intrarea în mănăstire, încadrată între planetele Jupiter și Saturn, în dreapta Calea Lactee.
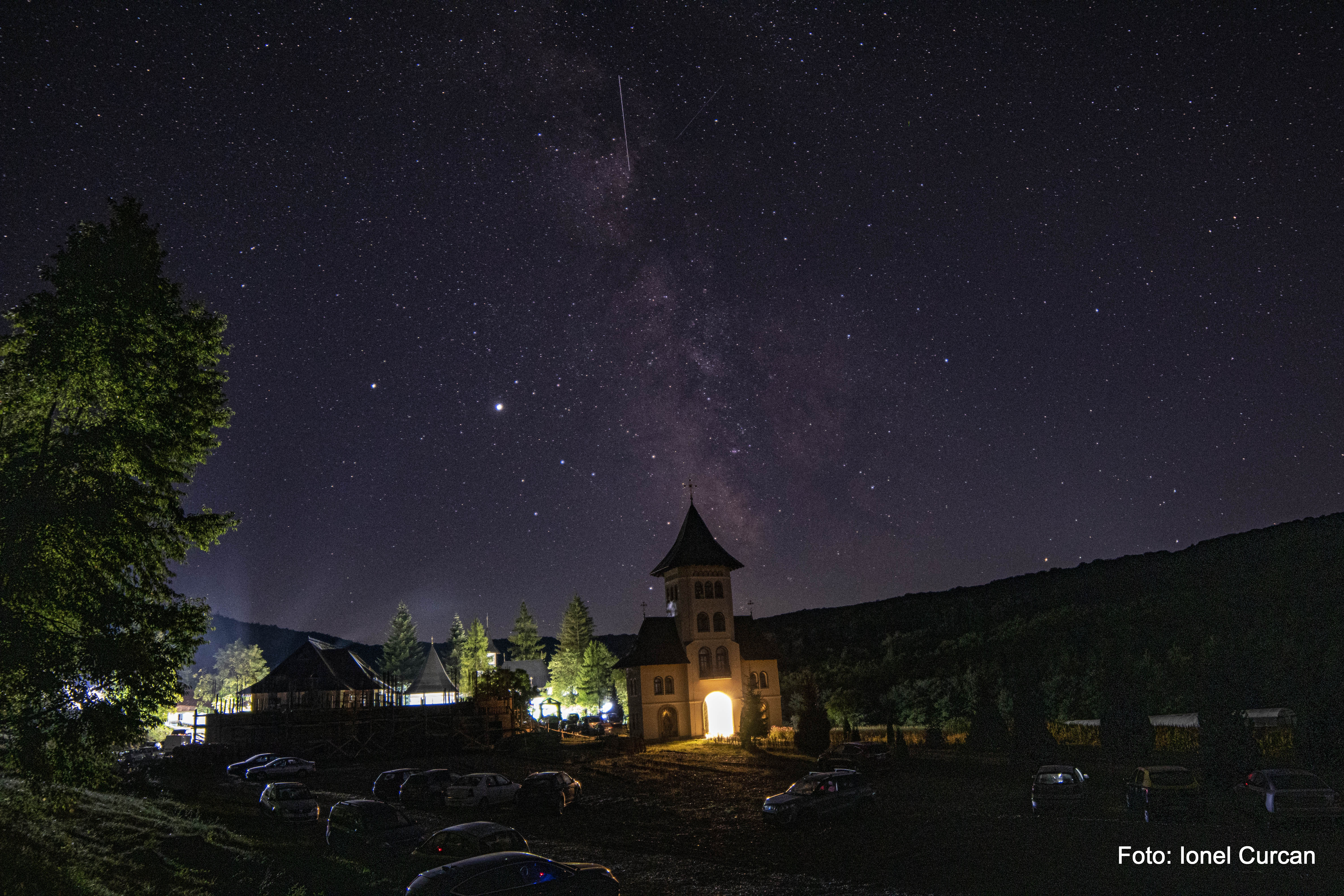
Mănăstirea Sihăstria Voronei, vedere nocturnă. Turla de la intrarea în mănăstire cu planetele Jupiter și Saturn în stânga, în dreapta Calea Lactee.
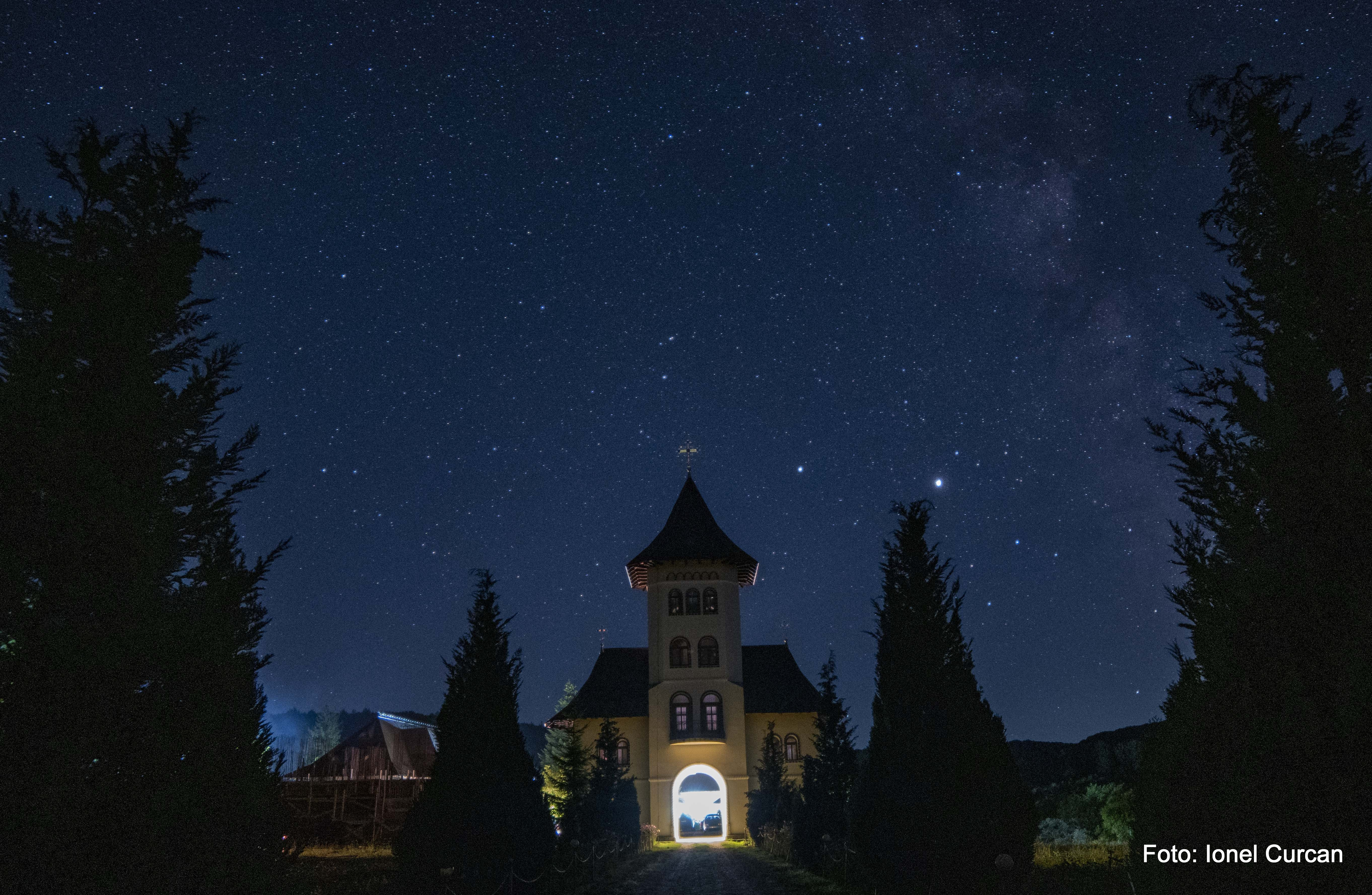
Mănăstirea Sihăstria Voronei, vedere nocturnă. Turla de la intrarea în mănăstire, planetele Jupiter Saturn și Calea Lactee.